# Corda Fratres
Pour les articles homonymes, voir Corda.

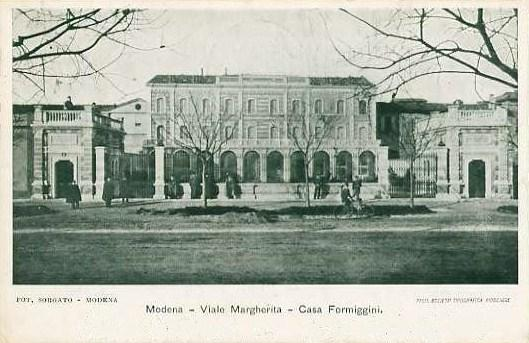
La Casa Formiggini, siège estival de la Corda Fratres à Modène.

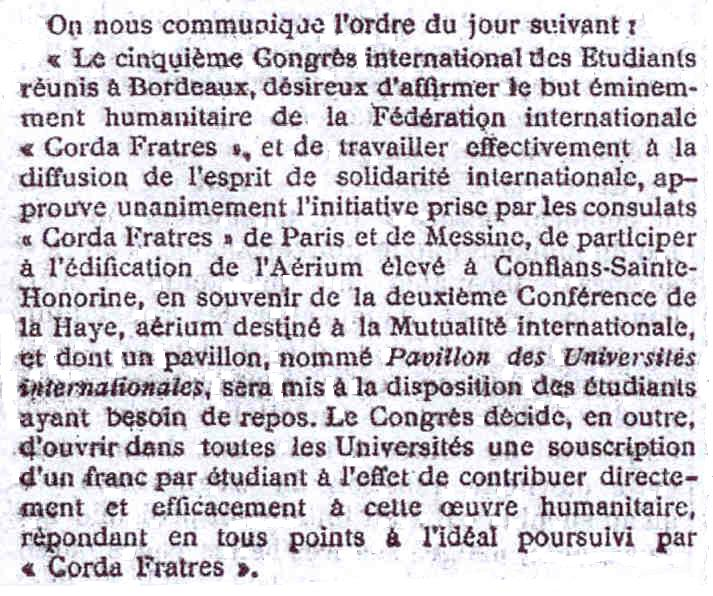
Journal des débats, 8 septembre 1907.

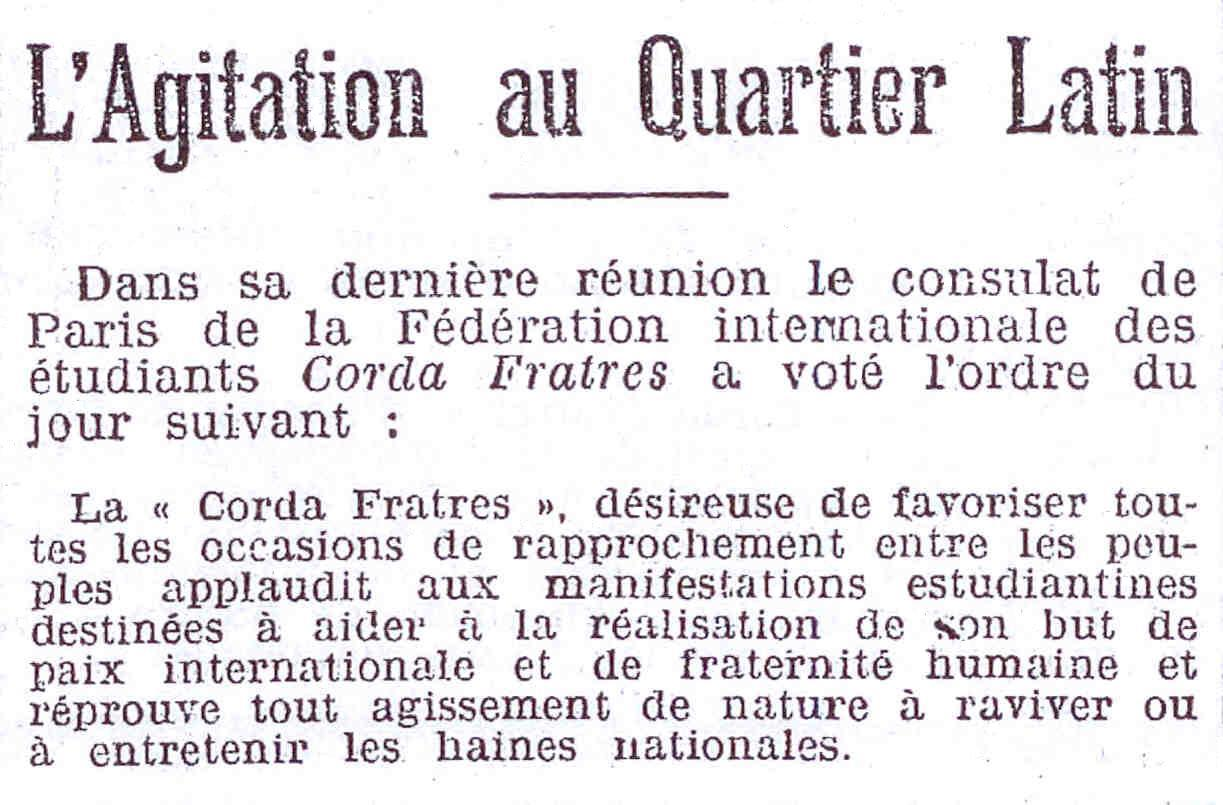
L'Humanité, 17 mai 1908.

La Corda Fratres - Fédération internationale des étudiants, appelée aussi  Corda Fratres - F.I.D.E. ou simplement Corda Fratres, est une organisation internationale, ni politique, ni religieuse, ni commerciale, ni humanitaire, festive et fraternelle d'étudiants fondée à Turin le 15 novembre 1898. Elle est la première – et seule à ce jour – société festive et carnavalesque universelle et la première association internationale des étudiants.
Elle est présente sur les cinq continents, compte des dizaines de milliers d'adhérents, et disparait dans les années 1920, à la suite de problèmes internes et de la persécution fasciste en Italie.
Son président-fondateur est Efisio Giglio-Tos (1870-1941) président de l'Associazione Universitaria Torinese (Association Universitaire Turinoise) appelée aussi AUT.
Corda Fratres signifie en latin « les Cœurs frères ».

## Historique

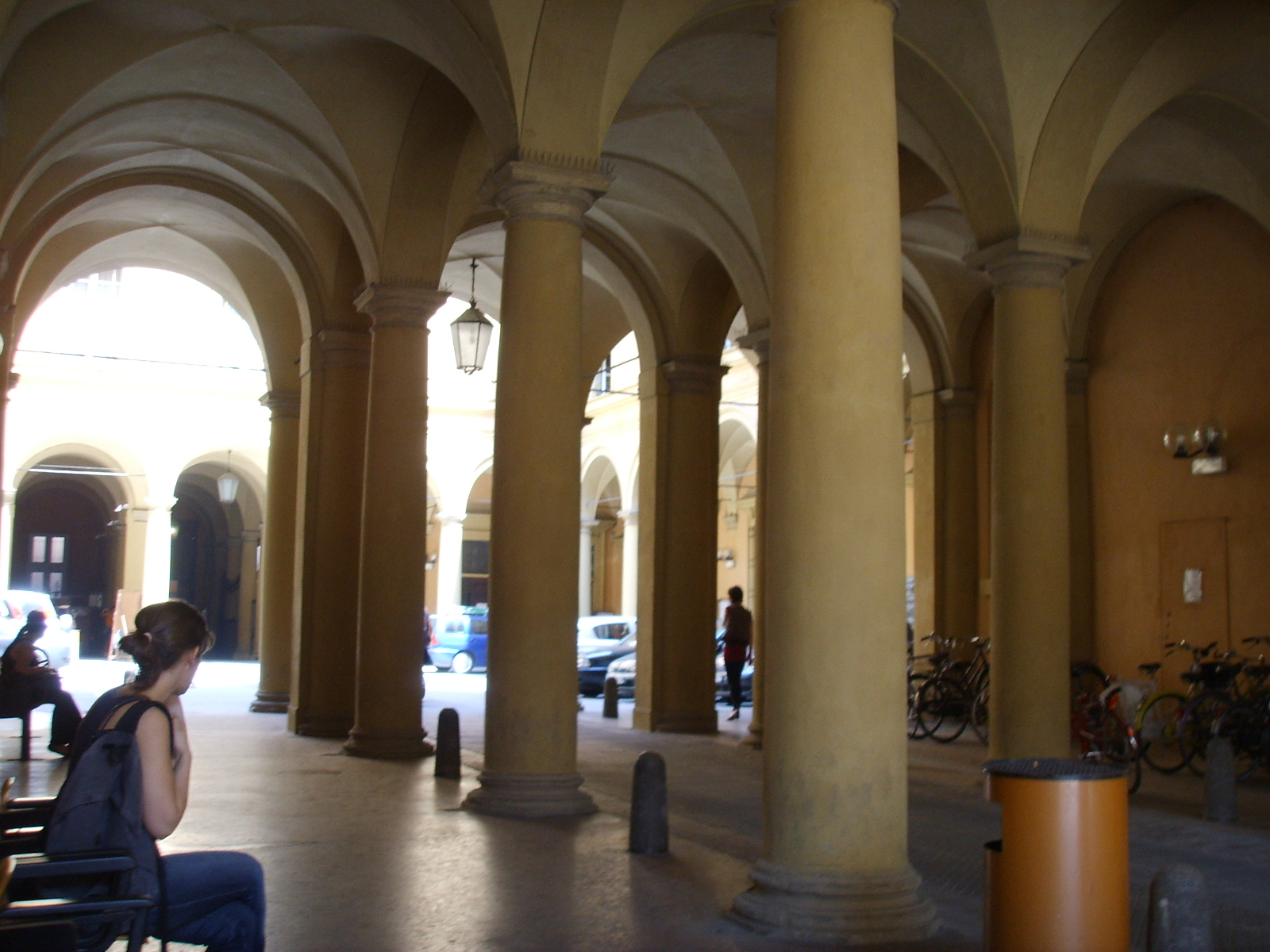
L'université de Bologne où est né en 1888 le mouvement qui conduira à la naissance de la Corda Fratres en 1898.

Première association internationale festive et fraternelle du monde, la Corda Fratres - Fédération internationale des étudiants, créée en 1898, prospère jusqu'aux années 1914-1915, comptant jusqu'à plusieurs dizaines de milliers d'adhérents répartis sur les cinq continents. Ses quatre plus importantes sections sont la française, la hongroise, l'italienne et la roumaine. La langue officielle de l'association, choisie à l'initiative des Italiens, est le français.
Après la Grande Guerre, la Fédération décline, victime de faiblesses internes et des conséquences de la dictature fasciste (la principale section de la Corda Fratres est sa section mère italienne). Après la chute du fascisme, une tentative est faite en Italie pour faire renaître la section italienne de la Corda Fratres. Elle bute sur des problèmes politiques et s'achève sur un échec en 1948.
La Corda Fratres - Fédération internationale des étudiants n'a pas ensuite de successeur et est oubliée jusqu'en 1999, date de la parution du premier livre consacré à sa riche histoire.
La Corda Fratres a démontré effectivement, en dépit de ses faiblesses, que créer un mouvement mondial festif et fraternel, ni politique, ni religieux est une entreprise réalisable. À condition de souhaiter s'y investir, comme l'a fait jadis Efisio Giglio-Tos.

### Origines

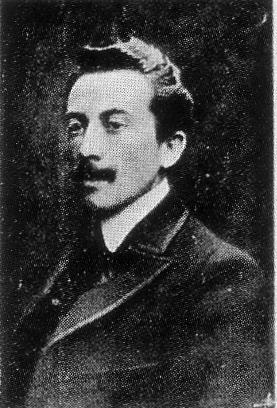
Le Dottore Professore Efisio Giglio-Tos âgé de 28 ans, en 1898 l'année où il fonde la Corda Fratres.

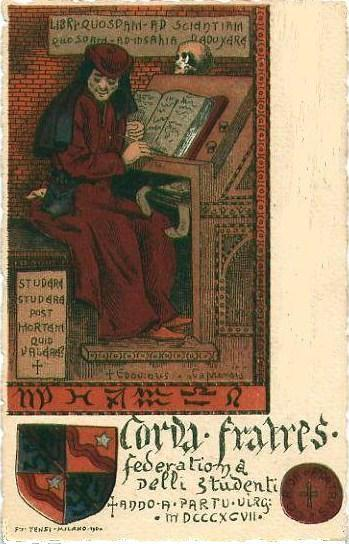
1897 – Première carte postale éditée pour la Corda Fratres.

À l'origine de la Corda Fratres se trouvent deux évènements. Le premier est bolonais. Il s'agit du Congresso Nazionale ed Internazionale degli Studenti Universitari (Congrès National et International des Étudiants Universitaires), organisé sous l'égide du poète Giosuè Carducci : une grande fête internationale organisée en juin 1888 pour le huit centième anniversaire de l'Alma Mater Studiorum, l'université de Bologne, la plus ancienne d'Europe. À cette occasion se rassemblent de nombreuses personnalités, au nombre desquelles le roi, la reine et le prince héritier d'Italie. L'évènement est relaté dans la presse.
À cette fête se remarquent surtout les nombreux étudiants italiens ou venus d'autres pays. Ces jeunes se distinguent par leurs tenues originales et pittoresques propres au folklore estudiantin traditionnel et à leurs associations festives et fraternelles. Les Italiens portent la tenue de la Goliardia, les Espagnols celle des Tunas, les Allemands et Suisses la tenue avec une casquette, celle-ci de modèles variés, etc. La délégation française, mandatée tout à la fois par l'Association générale des étudiants de Paris et le Président de la République Sadi Carnot est venue habillée en bourgeois, comme les étudiants parisiens de cette époque. Effarés de détonner et paraître misérable au milieu de cette foule bigarrée, les Français reçoivent des mains des Italiens une orsina, coiffe bolonaise créée pour l'occasion par l'Alma Mater. Cet acte les amène à réfléchir à adopter une coiffe distinctive française. Et à leur retour dans la mère patrie, ils adoptent un béret en velours noir, qui devient rapidement la Faluche. La faluche est propagée en France après leur retour de Bologne.

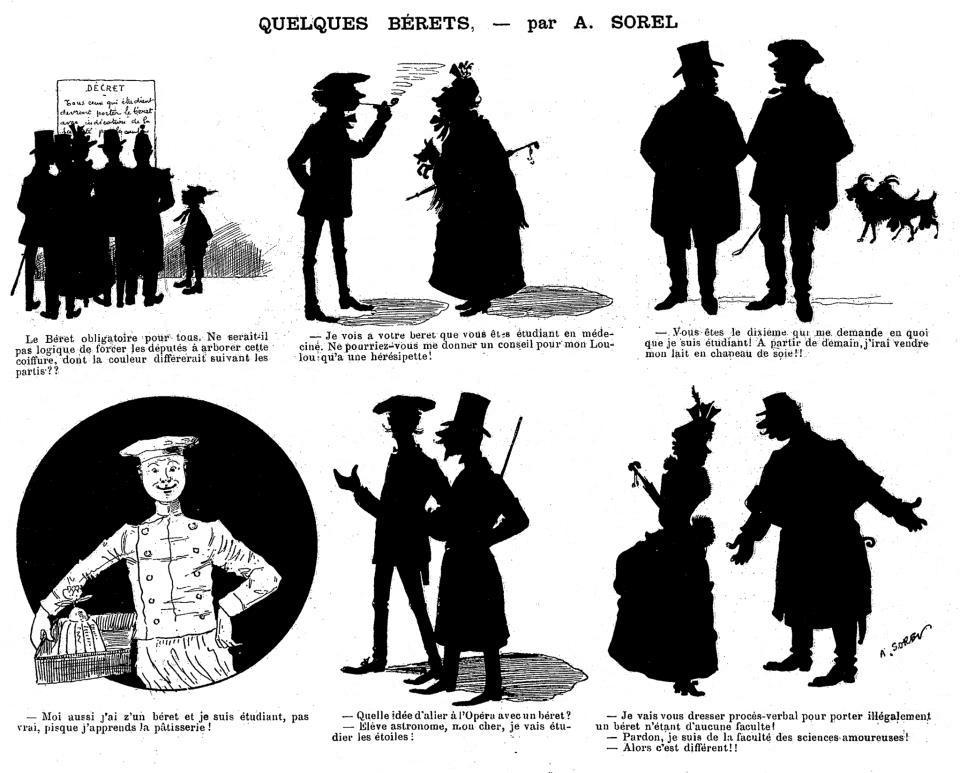
Le béret d'étudiant français avant de devenir la faluche...

Curieusement, les journaux parisiens de ces années-là parlent souvent de l'Association générale des étudiants de Paris-AGEP, appelée familièrement l'« A » comme d'autres Associations générales d'étudiants, mais ne disent rien à propos de la Faluche. Ils parlent de son béret comme d'un chapeau folklorique étudiant, jamais comme le signe d'appartenance à une organisation.
Le deuxième évènement à l'origine de la Corda Fratres est parisien. En 1889, un congrès universitaire se tient à Paris pour le centenaire de la Révolution française. À l'occasion de ce congrès, un étudiant italien publie une lettre dans le Réveil du Quartier Latin, où il lance le premier la proposition de créer une Fédération internationale des étudiants. Il est entendu. Et le 10 août 1889 se tient à Paris une conférence à laquelle participent des étudiants de nombreuses universités européennes, en particulier belges, françaises et italiennes. La conférence s'achève par la décision de « constituer une association internationale de la jeunesse universitaire sous le nom de Fédération des étudiants ».
En 1891, est formulé à Gand le souhait qu'un comité international fasse naître une telle fédération « dans un but libéral et fraternel ». Ce souhait est par la suite formulé à Caen en 1894. La même année, Efisio Giglio-Tos président de l'Association universitaire turinoise commence à se passionner pour le projet de créer une fédération internationale. À Debrecen en 1895 est proposé qu'un congrès international donne vie à la Fédération et se tienne à Budapest dans le cadre de la célébration du millième anniversaire de la capitale hongroise en 1896. Ce congrès finalement n'a pas lieu.

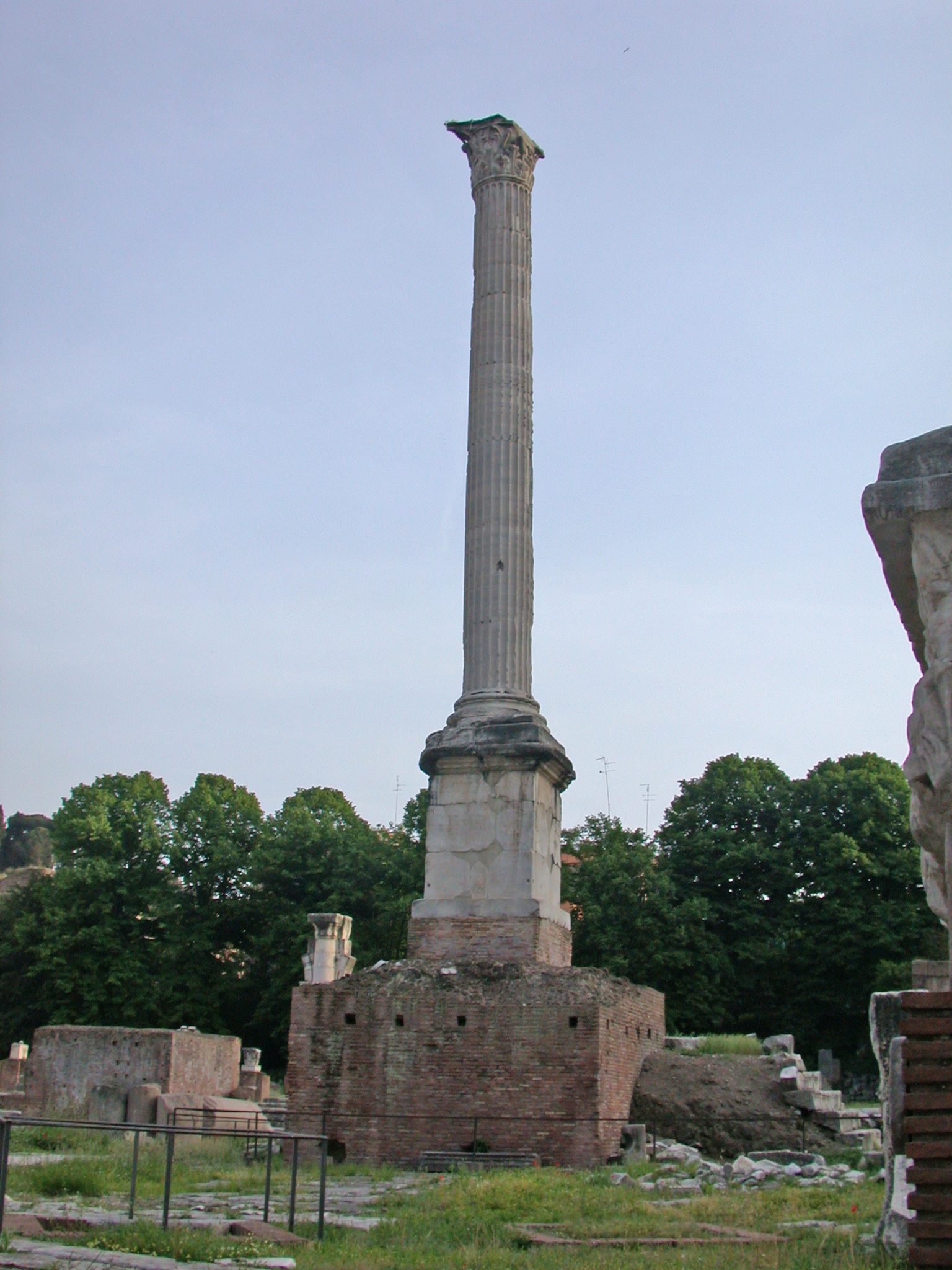
La colonne de Phocas à Rome, au pied de laquelle la Corda Fratres fut proclamée le 24 novembre 1898.

L'année d'après, le 9 avril 1897, Efisio Giglio-Tos qui a réfléchi à la structure et aux statuts de la Fédération internationale demande à l'étudiant turinois Gino Masi d'intervenir à ce propos au quatrième congrès national des étudiants italiens qui se tient à Pise. Le congrès charge Efisio, qui est absent, de constituer en 1898 la Fédération internationale. La Corda Fratres va naître à l'occasion du cinquantième anniversaire du Statuto Albertino (Statut albertin) de 1848. Efisio Giglio-Tos envoie 50 000 invitations adressées aux universités du monde entier et fait coïncider la fondation de l'association avec l'Esposizione Nazionale Italiana di Torino (Exposition Nationale Italienne de Turin), qui offre la possibilité de disposer de locaux, réductions sur les prix des billets de chemins de fer et hébergements. Il cherche à récolter le soutien des rares étudiants italiens encore en vie ayant participé aux évènements de 1848. Entre autres le rejoint immédiatement Costantino Nigra ancien de 1848 et ambassadeur d'Italie à Vienne. Au nombre des étudiants anciens de 1848 qui soutiendront Efisio Giglio-Tos on trouve également le sénateur Bartolomeo Casalis, Vittorio Bersezio, le latiniste Battista Gandino, professeur à l'université de Bologne et le général Alessandro Reyneri. Des ministres, des parlementaires, des personnalités culturelles de premier plan telles Arrigo Boito et Giuseppe Verdi soutiennent Efisio Giglio-Tos, ainsi que la Ligue des femmes pour le désarmement international dont le siège est à Paris. Le roi d'Italie Umberto I accepte la présidence d'honneur du congrès de fondation de la Corda Fratres.
L'affiche programme du rassemblement étudiant appelé par Efisio Giglio-Tos est réalisée par Roberto Bonis. Elle porte comme titre : Esposizione Generale Italiana, Primo Congresso Internazionale di Studenti : « Exposition Générale Italienne, Premier Congrès International des Étudiants ». Elle ignore donc de fait, peut-être volontairement, le rassemblement international de 1400 étudiants qui eut lieu à Liège 33 ans auparavant, du 29 octobre au 1er novembre 1865.
La Fédération internationale des étudiants, fraternité basée sur un idéal élevé, en dehors des logiques géopolitiques des empires, voit le jour le 15 novembre 1898. À cette occasion Efisio Giglio-Tos rassemble autour de lui à Turin trois mille étudiants du monde entier. Au nombre de ceux-ci les représentants de l'Association générale des étudiants de Paris.
La Fédération prend pour emblème l'effigie de Minerve qui a la science pour patrie et pour devise les mots Corda Fratres, les cœurs sont frères.
Les deux mots se retrouvaient fréquemment à la fin de nombre de discours universitaires, séparés par une virgule : Sursum corda, fratres ! (Haut les cœurs, frères !). Efisio Giglio Tos a choisi de supprimer la virgule.
Le 21 novembre 1898 à Messine, le poète Giovanni Pascoli rédige l'Hymne de la Corda Fratres. Le même jour, après Turin, le congrès des étudiants se retrouve à Rome, où la fédération est proclamée officiellement fondée le 24 novembre 1898, près de la colonne de Phocas, sur le forum romain.
Le premier conseil fédéral de présidence de la Fédération internationale des étudiants, présidé par le Dottore Professore Efisio Giglio-Tos, comprend les représentants de neuf pays européens : Angleterre, Belgique, Bulgarie, France, Hollande, Hongrie, Italie, Roumanie, Suisse et deux pays d'Amérique : l'Argentine et le Nicaragua. Le vice-président belge, Adolphe Foucart, pose fièrement sur la photo officielle, la Faluche sur la tête.
La Fédération recevra le soutien du ministre italien de l'Instruction publique, du président de la République française Félix Faure, du ministre français de l'Instruction publique et des Beaux-Arts  Georges Leygues et l'adhésion de Gabriele D'Annunzio, Angelo Fortunato Formiggini, Guglielmo Marconi et Giovanni Pascoli.
À l'époque, l'Italie ne compte qu'un peu plus de 20 000 étudiants en tout. Le succès de la Corda Fratres est très grand auprès d'eux : un tiers des étudiants italiens adhère à la Fédération.

### Une fédération très masculine
Dans toutes les listes de responsables de la Fédération tout le long de son histoire on ne trouve que des hommes, mis à part une exception pour la section de Rome. Elle aura à un moment-donné pour secrétaire Emilia Santamaria, qui épousera par la suite le responsable de la section Angelo Fortunato Formiggini.

### Développements

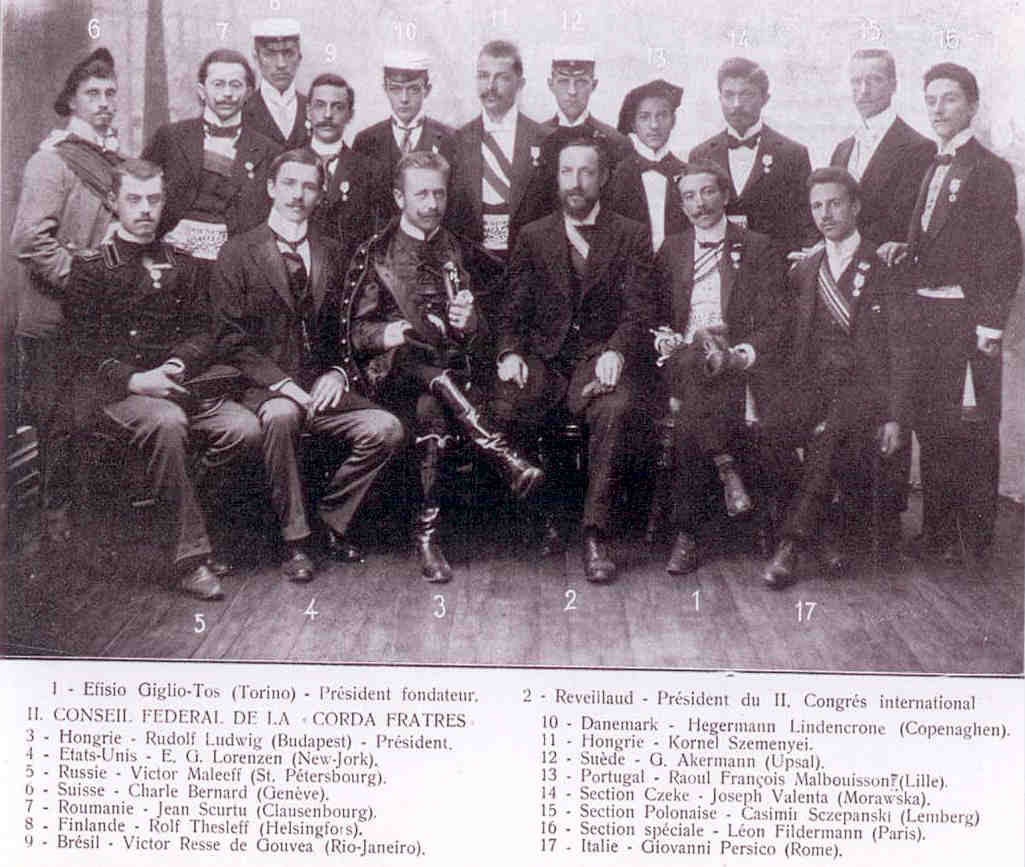
Le Conseil Fédéral de la Corda Fratres réuni à Paris en 1900.

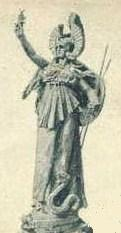
La déesse Minerve emblème de la Corda Fratres.

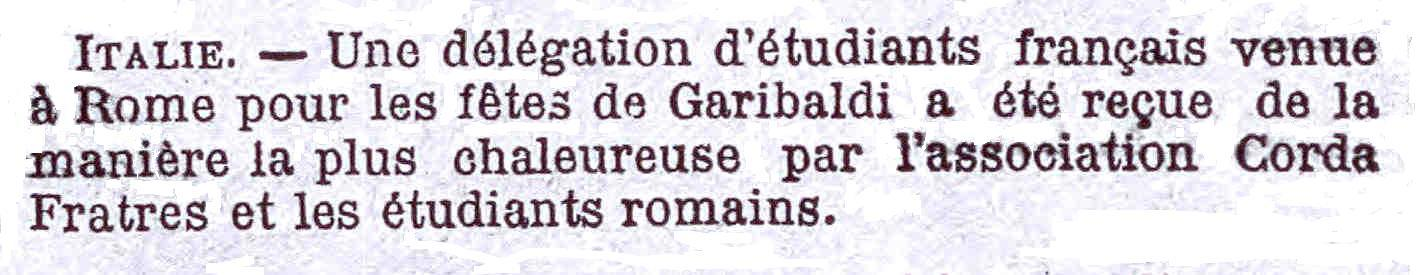
Le Temps, 4 juillet 1907.

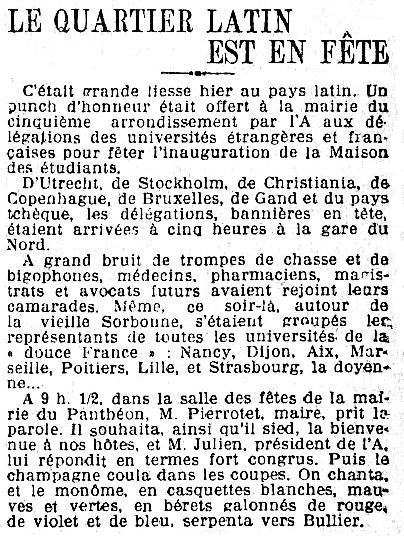
Une fête internationale étudiante au quartier latin à Paris le 22 janvier 1910.

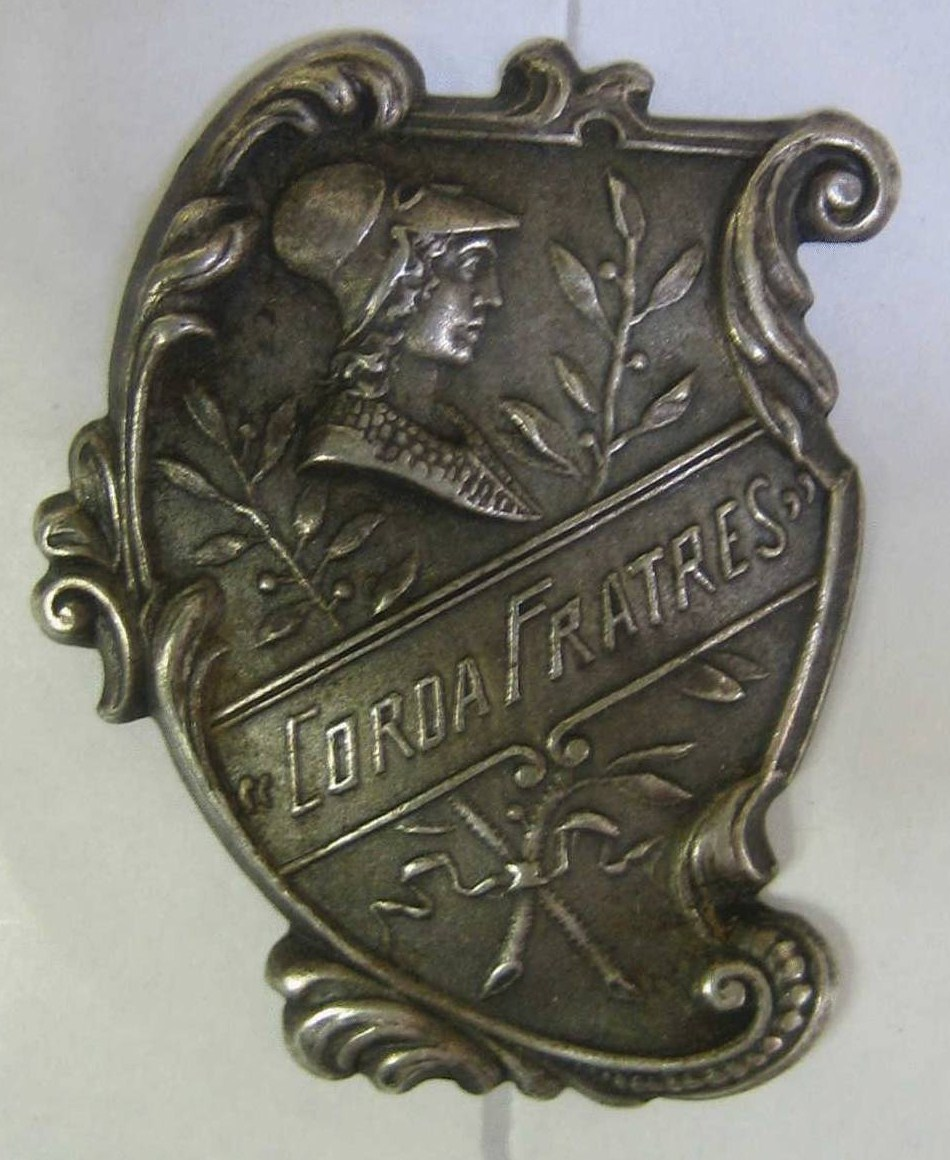
Insigne de la Corda Fratres.

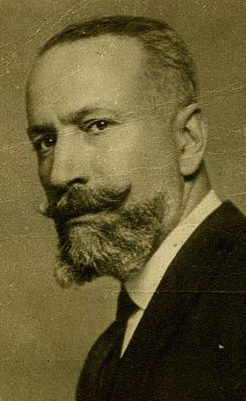
Angelo Fortunato Formiggini, Consul de la Corda Fratres à Rome en 1903.

Le deuxième congrès de la Corda Fratres a lieu à Paris, au moment de l'Exposition universelle, du 7 au 12 août 1900. Participent 109 délégations représentants 91 universités de 18 pays. Sur 888 délégués, 224 sont français et 664 viennent d'autres pays : Belgique, Danemark, Espagne, Grèce, Hongrie, Pays-Bas, Suède, Suisse. Interviennent également des étudiants de Russie et du Portugal. L'Allemagne est représentée par 25 délégués venus de 4 universités, l'Alsace par 9 délégués, l'Angleterre par 35 délégués de 5 universités, l'Italie par 45 délégués de 19 universités. Il y a des représentants de l'Australie, du Brésil, de l'Égypte, de l'Indochine... Seule exception : l'Autriche, se défiant d'une initiative déclarant placer les nationalités au cœur de l'Histoire.
Un problème franco-français surgit au début des travaux : des associations d'étudiants français de province n'ont pas été prévenues que ce congrès international d'étudiants était un congrès d'une Fédération internationale d'étudiants déjà constituée et nommée Corda Fratres. Pour que tout le monde puisse participer, d'accord ou non avec le fait d'appartenir à la Corda Fratres, on décide que chaque matin jusqu'à 10 heures 30, quand on se réunira il s'agira d'un congrès de la Corda Fratres. Puis, avec l'ensemble des délégués confondus, d'un deuxième congrès : le congrès général des étudiants. Beaucoup de délégués au premier congrès choisissent de ne pas participer au deuxième.
La Corda Fratres se heurte à la question des nationalités non indépendantes et ne sachant y répondre va l'éluder : postes honorifiques de vice-présidents du congrès offerts pour calmer les revendications de certains, proposition de créer une section des peuples déshérités et opprimés, solutions remises à plus tard. La seule réponse efficace et valable proposée : celle de rassembler les étudiants en tant que délégués d'universités pris par ordre alphabétique de villes en ignorant les frontières étatiques n'est pas retenue.
Une vive polémique se déroule également lors du congrès entre étudiants juifs sionistes et étudiants juifs hostiles au sionisme au sujet de la représentation des juifs au sein de la Corda Fratres en tant que nation ou non. On lira à ce sujet avec intérêt l'article critique compte-rendu publié dans le journal parisien L'Écho sioniste.
Sous l'impulsion de Jean Réveillaud, président de l'Association générale des étudiants de Paris, quatre nouvelles sections sont intégrées à la Corda Fratres : Bohème, Finlande, Pologne et une section juive parisienne. Cette dernière, dirigée par Léon Fildermann n'a d'abord pas de nom. Elle sera par la suite appelée « Section spéciale », puis plus tard « Section sioniste ».
Le congrès vote par acclamations un vœu concernant les consulats dont voici le texte :
« Les consulats doivent faire tout leur possible pour favoriser l'instruction populaire en invitant les étudiants à tenir des conférences populaires sur n'importe quel sujet, exception faite des questions politiques et religieuses. »
« Les consulats sont les bureaux que la fédération internationale va organiser dans les principales villes universitaires d'Europe. Ainsi, les membres de la fédération, comme jadis les membres des anciennes corporations faisaient leur « tour de France », pourront faire leur « tour d'Europe » en rencontrant partout, chez leurs camarades confédérés, aide et assistance. »
La Presse du 11 août 1900, rapporte qu'au congrès a lieu une discussion des plus bruyantes « sur la situation des étudiants juifs dans la fédération internationale. Les roumains se refusaient à les admettre dans leur section et M. Giglio-Tos, le président de la Corda fratres, dans un esprit de conciliation, proposait, avec le Conseil fédéral, de créer une section spéciale, ayant, comme les autres, un vice-président et qui engloberait tous les étudiants de nationalité contestée. »
Cette proposition amène l'adoption d'une résolution :
Le conseil fédéral, à la suite des discussions qui ont surgi dans les séances du Congrès de Paris sur les questions de nationalités et de religions, malgré les articles fondamentaux de la Fédération, et considérant qu'il y a des étudiants qui ne. jouissent pas, dans certains pays, des droits de citoyen, décide de former une section spéciale pour les étudiants qui se trouvent dans cette situation, la Fédération devant pouvoir admettre tous les individus inscrits dans une Université, sans exception.
Dans les mois qui suivent Efisio Giglio-Tos se consacre à la création ou au développement de nouvelles sections nationales et à la naissance des consulats de la Corda Fratres : sections polonaise, portugaise, suisse ; consulats à New York, au Danemark, en Australie, Finlande, Hongrie, Roumanie... Chaque consulat de la Corda Fratres a pour responsable un consul. Par exemple, le consul de la Corda Fratres à Rome en 1900 est Giovanni Persico.
En mai 1902, La Revue hebdomadaire, le citant, écrit à propos de la Corda Fratres :
Elle est actuellement divisée en vingt-trois sections, dont cinq pour l'Amérique et une pour l'Océanie. Les sections les plus développées sont celles de Hongrie, de Roumanie et d'Italie. Le troisième Congrès aura lieu au mois de septembre prochain.
Les relations entre la Corda Fratres et les autorités officielles italiennes sont à l'époque excellentes. L'ouverture du premier congrès de la section italienne de la Corda Fratres, tenu à Rome du 2 au 6 avril 1902, est faite par le Ministro della Pubblica Istruzione (Ministre de l'Instruction Publique) Nunzio Nasi.
En janvier 1901 un journal sioniste parisien se fait l'écho d'une causerie qui soulève la question du rapport entre la Corda Fratres et le sionisme :
Causerie. — Le 8 janvier a eu lieu au local de l'Association des Étudiants israélites la causerie de notre camarade M. Fildermann. Dans une fort élégante plaidoirie, notre camarade qui est un des vice-présidents de la Corda fratres (Union universelle des étudiants) s'est efforcé de démontrer que les sionistes devraient entrer dans cette union, afin de proclamer l'idéal sioniste à la face de la jeunesse studieuse et de l'Europe entière.
La majorité de l'Association a été hostile au projet vu la prédominance dans la Corda Fratres de l'élément roumain et par conséquent antisémite. La proposition de M. Fildermann a été mise aux voix et repoussée par une majorité assez considérable.
Après Turin-Rome 1898 et Paris 1900, Budapest est la ville choisie pour le troisième congrès de la Fédération prévu fin septembre 1902. Il est ajourné par la Fédération au dernier moment, des groupes participants se proposant de l'utiliser comme un forum politique. Du 1er au 5 octobre 1902, environ 300 délégués tiennent à Venise une rencontre internationale, congrès substitutif au congrès manqué à Budapest. Le troisième congrès a finalement lieu seulement trois ans plus tard, en 1905, à Liège en Belgique.
Le 12 mars 1903, aux États-Unis, à l'Université du Wisconsin à Madison, est fondé l'International Club du Wisconsin. Il sera à l'origine des Cosmopolitan Clubs. Associations qui formeront la branche américaine de la Corda Fratres. La même année, au congrès de la Corda Fratres de Palerme participe Milan Rastislav Štefánik, qui sera par la suite un des fondateurs de la Tchécoslovaquie.
En 1904, les Cosmopolitans Clubs commencent à se développer dans les universités des États-Unis. Leur devise est : Above all nations is humanity (Au-dessus de toutes les nations est l'Humanité). Leur but proclamé est de favoriser la compréhension et la fraternité entre les étudiants étrangers et américains, afin de promouvoir la coopération internationale et la paix mondiale.
À la seconde Conférence de la Paix tenue à La Haye du 15 juin au 18 octobre 1907, on compte parmi ceux qui la saluent par l'envoi d'un télégramme « les membres hollandais de la Fédération des étudiants Corda Fratres de Leyde. »
En 1909, la Corda Fratres appelle les étudiants à manifester leur indignation contre l'exécution par le pouvoir espagnol de Francisco Ferrer, célèbre pédagogue et militant libertaire, fondateur de l'École Moderne de Barcelone.
Toujours en 1909, le Consulat de Rome de la Corda Fratres organise, sous le patronage de l'Istituto nazionale per l'incremento dell'educazione fisica (Institut national pour le développement de l'éducation physique), une marche étudiante Rome-Milan.
La Corda Fratres parisienne paraît très active. On lit dans le bulletin mensuel de la Fédération Espérantiste de la Région parisienne :
Section du Quartier latin
La Section a, en la personne de M. Voisin, son président, adhéré à « Corda Fratres », association internationale d'étudiants. L'espéranto ayant sa place tout indiquée dans une telle institution, nous espérons que tous les samideanoj, étudiants, ou l'ayant été, auront à cœur de se rallier à nous pour mettre à profit cette occasion de propagande.
Nous prions instamment ceux de nos camarades qui seront convoqués aux réunions de « Corda Fratres », d'y assister. Les réunions ont lieu deux fois par mois, le mardi soir, au café Soufflot, boulevard Saint-Michel, dans la salle même où se réunissent les espérantistes le vendredi.
Au sixième Congrès de la Corda Fratres, tenu du 24 au 27 août 1909 à La Haye, participe pour la première fois une délégation des Cosmopolitan Clubs des États-Unis.
En 1910, lors de leur quatrième convention, les Cosmopolitan Clubs des États-Unis décident de rejoindre la Corda Fratres.
La même année, le Consulat de Rome de la Corda Fratres récolte des fonds pour venir en aide aux victimes des grandes inondations en France.
En 1911, le septième congrès de la Corda Fratres a lieu à Rome du 1er au 6 septembre, en coïncidence avec la célébration du cinquantième anniversaire de la naissance du royaume d'Italie. Sont représentées des associations estudiantines de neuf pays : Allemagne, Argentine, Brésil, Chili, États-Unis, Hongrie, Italie, Malte et Pays-Bas.

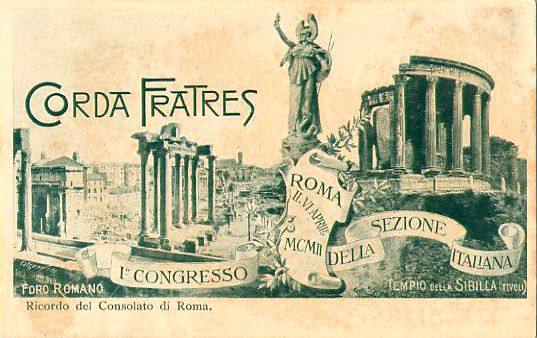
Carte-postale souvenir du premier congrès de la section italienne de la Corda Fratres tenu à Rome du 2 au 6 avril 1902.

Le sommet du développement de la Fédération est atteint à la veille de la Grande Guerre. Le huitième congrès de la Corda Fratres a lieu pour la première fois aux États-Unis. Il est organisé du 29 août au 20 septembre 1913 à l'université Cornell d'Ithaca, New York, où se trouve un Cosmopolitan Club prospère présidé par Hu Shih. Le congrès est annoncé avec la photo du grand bâtiment de ce Cosmopolitan Club pages 50 et 51 du Cornell Alumni News (Les Nouvelles des Étudiants de Cornell, bulletin des étudiants de l'université Cornell) le 30 octobre 1912  et un article du New York Times le 10 novembre 1912 . Le même journal dans un article consacré au congrès, le 9 septembre 1913  précise que les délégués venus de l'étranger aux États-Unis représentent 60 000 adhérents. Pour le milieu universitaire il s'agit d'un mouvement de masse, si l'on pense que le 29 mai 1898, dans un appel aux étudiants Efisio Giglio-Tos estime le nombre total des étudiants de la planète à un peu moins d'un demi-million. Les responsables de l'organisation du huitième congrès sont George W. Nasmyth, nouveau président de la Fédération internationale, Louis P. Lochner, responsable de la publication « The Cosmopolitan Student » et secrétaire du Comité central de la Corda Fratres et Carlos L. Locsin, président du Cornell Congress Committee en 1913-1914. Les universités de trente nations sont représentées. Efisio Giglio Tos représente la section italienne. Les « cordafratrini » (membres de la Corda Fratres) participants sont accueillis le 11 septembre avec les plus grands encouragements par le Secrétaire d'État américain William Jennings Bryan, sont invités à un grand nombre de banquets donnés en hommage à l'amitié euro-américaine et reçoivent un message du président des États-Unis Woodrow Wilson.

### Conséquences de la Grande Guerre de 1914-1918

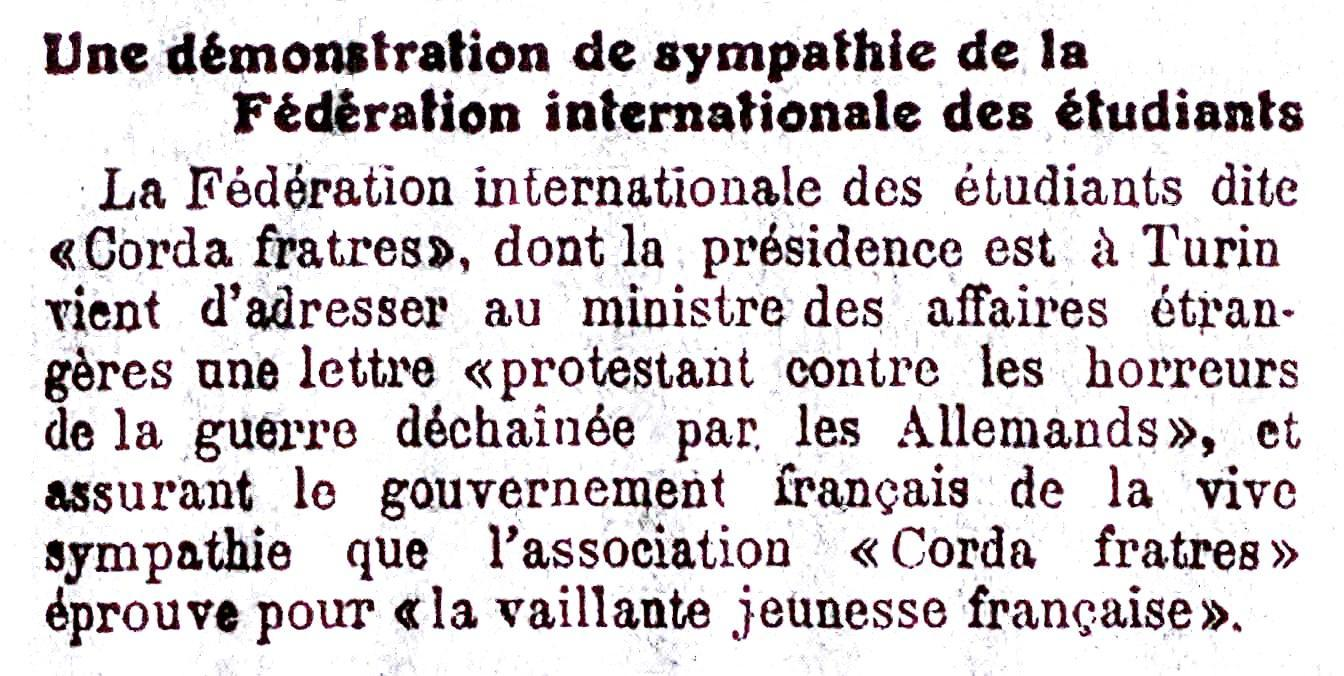
Le Temps, 13 septembre 1914.

Début août 1914, l'entrée en guerre de la France contre les Empires centraux met la Corda Fratres à rude épreuve. La francophilie de ses dirigeants italiens les conduit à perdre complètement de vue le principe fondamental de neutralité politique de l'organisation internationale, comme on s'en aperçoit en lisant le quotidien français Le Temps du 13 septembre 1914 :
Une démonstration de sympathie de la Fédération internationale des étudiants
La Fédération internationale des étudiants dite « Corda fratres », dont la présidence est à Turin vient d'adresser au ministre des affaires étrangères une lettre « protestant contre les horreurs de la guerre déchaînée par les Allemands », et assurant le gouvernement français de la vive sympathie que l'association « Corda fratres » éprouve pour « la vaillante jeunesse française ».
La Grande Guerre de 1914-1918 va interrompre les activités de la Fédération internationale des étudiants. Quand l'Italie rejoint le conflit le 23 mai 1915, les dirigeants italiens de la Corda Fratres oublient complètement leurs professions de foi pacifiques et saluent la guerre avec enthousiasme.
La paix revenue, la dérive politique de la Corda Fratres introduite par le conflit se poursuit et s'exprime dans ses rapports avec une Confédération internationale des étudiants fondée à Strasbourg en 1919 par des délégués des élèves des universités des pays alliés ennemis et vainqueurs des Empires centraux. Cette Confédération, par le choix de départ des pays concernés ainsi que par celui de la ville de Strasbourg fraichement reconquise par la France, affirme d'emblée une orientation totalement hostile aux Allemands. Cependant, en 1921, à la seconde réunion de la Confédération internationale des étudiants tenue à Prague, l'Union nationale des étudiants de Norvège propose d'admettre la Deutsche Studentenschaft (Association des étudiants allemands). L'UNAGEF, association des étudiants français, par germanophobie s'y oppose. La Confédération internationale des étudiants s'aligne sur elle en invoquant le respect du sentiment national des Français. En 1923, lors d'une nouvelle réunion de la Confédération internationale des étudiants tenue à Oxford, la polémique à propos de l'entrée des Allemands continue. Des publications étudiantes italiennes condamnent la germanophobie de la Confédération internationale des étudiants qui se prétend apolitique. Mais leur position est désavouée par Fabbrizio de Cherchi, secrétaire général de la Corda Fratres : il écrit une lettre à André Claude, secrétaire général de l'UNAGEF, dans laquelle il approuve son hostilité à l'Allemagne vaincue. L'apolitisme de la Corda Fratres a vécu.
Vers la même époque, la Corda Fratres est présentée par certains comme se résumant à une « Union Nationale Italienne » des étudiants. Le caractère international de la Corda Fratres est volontairement oublié. C'est le cas, par exemple, en décembre 1923 dans Le Figaro, ou en mai 1924 dans les colonnes d'Alger-étudiant, Organe officiel de l'Association générale des étudiants d'Alger.
Le neuvième et dernier congrès de la Corda Fratres se tient du 14 au 27 novembre 1924 en Italie, à Turin, Gênes, Rome et Naples, en présence d'Umberto de Savoie, prince héritier d'Italie, âgé alors de vingt ans. Ses problèmes internes joints à des facteurs politiques extérieurs vont bientôt entraîner sa disparition.

### Les profonds vices structurels

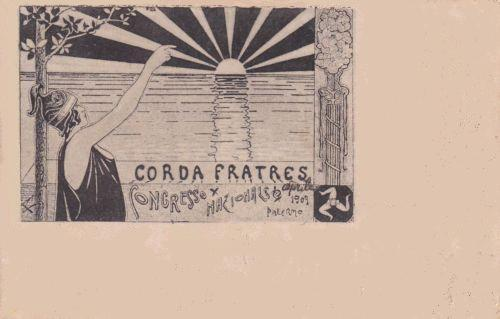
Carte-postale souvenir du deuxième congrès de la section italienne de la Corda Fratres tenu à Palerme en 1903.

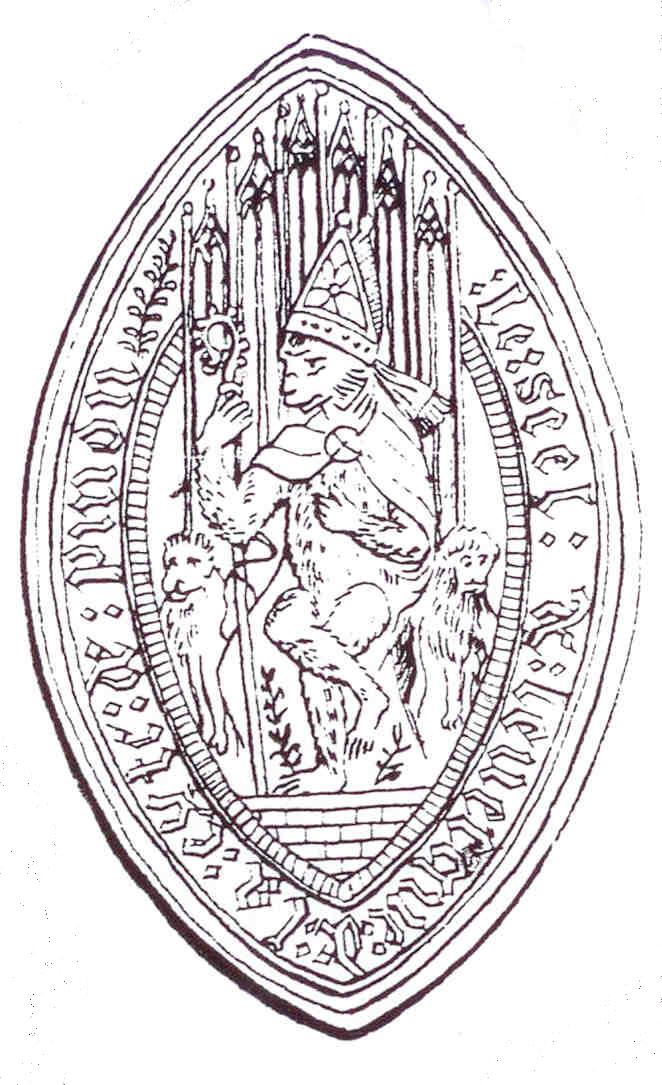
Sceau d'une société festive du XVe siècle.

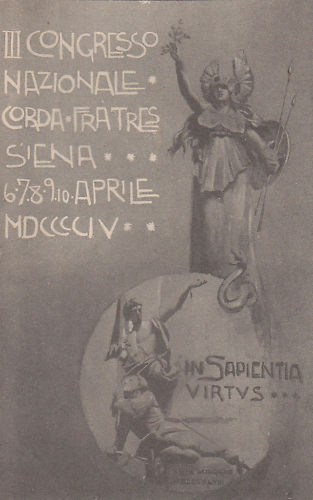
Carte-postale souvenir du troisième congrès de la section italienne de la Corda Fratres tenu à Sienne du 6 au 10 avril 1904.

La croissance rapide et impressionnante de la Corda Fratres jusqu'à la Grande Guerre s'accompagne cependant de profonds vices structurels qui, le moment venu, seront un des facteurs principaux de sa disparition.
Les sociétés festives et carnavalesques existent depuis des siècles. Au nombre des plus dynamiques de celles-ci sont les sociétés festives et fraternelles d'étudiants. Elles sont aussi anciennes que les universités elles-mêmes. La Goliardia italienne se réclame de l'héritage des goliards apparus avec la première université d'Europe à Bologne en 1088. La participation organisée des echoliers et professeurs de l'Université de Paris à la fête de la Saint Nicolas est attestée dès 1276. Les sopistas, sociétés d'étudiants chantants et voyageurs qui prendront plus tard le nom de Tunas, surgissent pour la première fois à Salamanque au XIVe siècle avant même que l'université de la ville soit créée.
La société festive et carnavalesque a entre autres caractéristiques de ne pas être structurée bureaucratiquement et respecter les opinions de ses membres. Elle n'est ni politique, ni religieuse, neutre dans ces domaines où se rencontre souvent intolérance et discordes, elle rassemble tous dans l'intérêt de la fête, sa préparation et sa réalisation. Elle vit par et pour la fête et la fraternité. Quand les étudiants  s'organisent pour la fête, ils le font à l'échelle d'une école, une université, éventuellement une ville, si elle n'est pas grande. La structure qui lie la société festive est amicale et les anciens viennent y tenir leur rôle et sont les bienvenus.
Marquant cette insularité qui fait de chaque ville universitaire une sorte d'état indépendant à l'image de l'Italie médiévale, les étudiants de la Goliardia italienne disent, quand ils vont dans une autre ville d'Italie rencontrer d'autres goliards, qu'ils vont « a l'estero », à l'étranger.
Chez les étudiants, les tunos ayant comme activité fondamentale le chant choral accompagné d'instruments, essentiellement guitares et bandurrias, rassemblent fréquemment des Tunas différentes pour des « certamenes », des concours.
Il faut attendre 1988 pour qu'une congrès national de la Faluche soit organisé à l'occasion du centenaire de sa naissance à Bologne. Ce rassemblement a lieu depuis chaque année. Il s'agit d'une grande fête fraternelle étudiante, pas d'un congrès bureaucratique traditionnel, avec délégations mandatées avec relevés minutieux de cotisations prélevées à l'échelle nationale, motions, luttes de fractions, élections, etc.
En 1898, Efisio Giglio-Tos respecte cet esprit souple et ouvert pour lancer la Corda Fratres. Le billet d'adhésion à la Fédération, qui s'adresse à des recteurs d'universités, directeurs ou présidents d'associations étudiantes, porte l'indication : « N.B. L'adhésion est morale. » Reproduisant la structure insulaire de la Goliardia, il donne pour structure de base à la Corda Fratres le « consolato », consulat de ville. Cette greffe goliarde prend partout où il l'exporte. Les étudiants adoptent ce mode de fonctionnement pour leurs sections de la Corda Fratres... Mais à l'échelon de la structure nationale et internationale dont il ressent la nécessité c'est tout autre chose. Efisio Giglio-Tos se démarque complètement de la tradition festive et fraternelle étudiante. Il dote la Corda Fratres d'une très pesante structure administrative, pyramidale et centralisée, régie par un règlement ne comptant pas moins de 154 articles répartis en 27 chapitres et deux dispositions temporaires. S'y retrouvent, entre autres, congrès, direction élue, cotisations collectées à l'échelle du monde entier et jusqu'aux détails réglant la façon de porter les toasts durant les assemblées ! Cette extraordinaire complexité bureaucratique entraine déjà une énorme perte de temps rien que pour valider les délégués aux congrès. Elle amène également les dirigeants à se sentir responsables de phénomènes qu'ils sont incapables de contrôler. Car la Corda Fratres rassemble des groupes farouchement indépendants les uns des autres et qui le démontreront jusqu'à quitter la Corda Fratres quand ils ne la supporteront plus et en tous cas l'oublieront après sa disparition.
En janvier 1905, Léon Delamarche, président de l'Association générale des étudiants de Paris, critiquant le mode de fonctionnement de la Corda Fratres, écrit que pour réussir, elle aurait dû :
...pour cela, abandonner son ambition de centralisation excessive et de réglementation uniforme, répudier la complication inutile, et souvent gênante, de ses statuts. Il lui eût fallu également, afin d'éviter les querelles nationales, qui, se reproduisant à chaque congrès entre les étudiants des pays danubiens, y ont jusqu'ici empêché toute discussion pratique, adopter, au lieu du vote par États ou par nations, le vote par Universités. C'est cette organisation nouvelle que le président de l'Association de Paris, profitant de l'occasion d'une réunion franco-italienne, nombreuse et de la présence autour de lui de délégués de plusieurs associations provinciales d'étudiants préconisa au nom de ses collègues.
La Corda Fratres conserve du début jusqu'à sa fin, contradictoirement, une double identité goliarde (c'est-à-dire traditionnelle étudiante : festive et fraternelle) et administrative. Significatif est le fait qu'au congrès de Paris tenu en 1900, la priorité donnée aux fêtes et réceptions fait qu'on ne vote pas les statuts et règlement de la Fédération faute de temps à consacrer à cette activité.

### Les tensions corporatistes

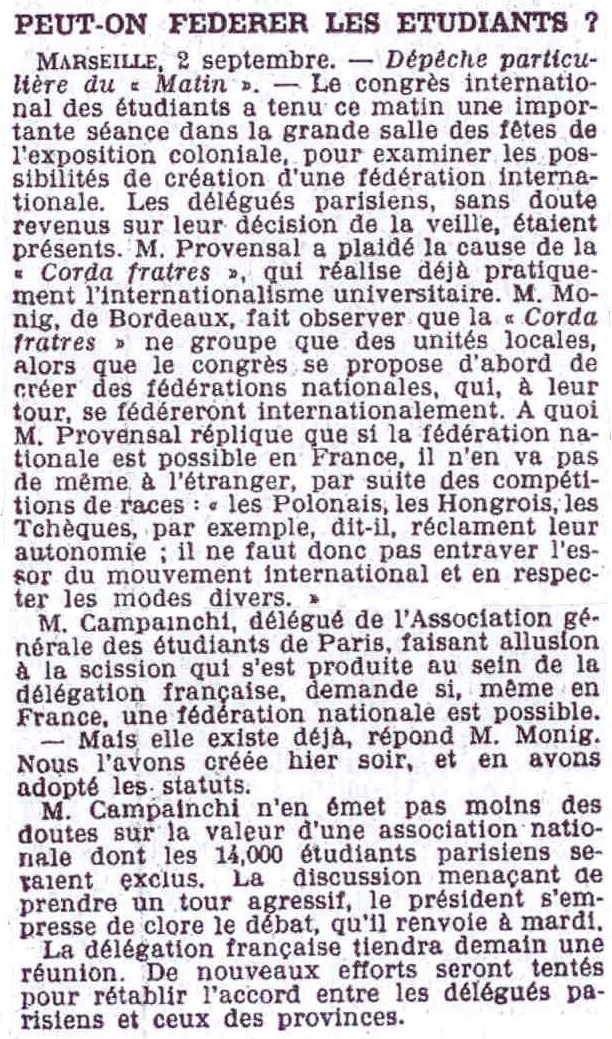
Le Matin, 3 septembre 1906.

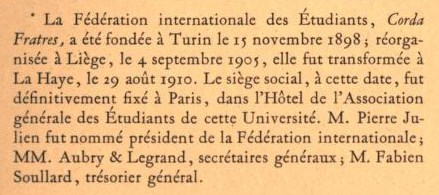
Document témoignant de la tentative de l'AGEP pour s'approprier la Corda Fratres vers 1910.

Un phénomène aggrave le caractère contraire aux traditions étudiantes dont souffre la Corda Fratres : le Conseil Fédéral Senior, Senatus Seniorum. Les anciens qui ont été étudiants et ne le sont plus sont les bienvenus dans les sociétés festives et fraternelles étudiantes traditionnelles. Ils sont invités. Autre chose est d'instituer une instance supérieure des anciens à de jeunes étudiants aimant leur liberté de mouvement et décision.
En 1905, une rivalité pour le pouvoir éclate au congrès de Liège entre Italiens et Français. Ces derniers exigent que le siège de la Corda Fratres soit à Paris et que l'Association générale des étudiants de Paris en soit le dirigeant. Ne réussissant pas leur coup d'état, les associations étudiantes de Paris et des provinces françaises se retirent.
En 1906, au suivant congrès international des étudiants, tenu à Marseille, on voit le 1er septembre les étudiants français se brouiller entre eux, comme le rapporte Le Petit Parisien :
La séance  de l'après-midi a été  marquée par un vif incident au sein de la délégation française, fait qui a provoqué une rupture entre les délégués parisiens et les délégués de province.
La délégation française s'était réunie pour constituer la fédération nationale. La discussion s'engagea d'abord sur le mode de votation. Les étudiants de province préconisaient le vote par centre universitaire et demandaient que chaque université eût une seule voix. M. Campinchi, délégué de Paris, protesta contre cette prétention, qui donnait aux 14,000 étudiants parisiens une représentation identique à celle d'une petite ville de province. M. Odent, délégué des étudiants en pharmacie de Paris, protesta également. Puis, MM. Campinchi et Odent déclarèrent, au nom des étudiants parisiens, se retirer du congrès. Ils ont quitté la salle au milieu d'une vive agitation.
Le lendemain, au congrès international de Marseille la réunion est animée, comme le rapporte Le Matin dans un article intitulé Peut-on fédérer les étudiants ? Les étudiants français s'opposent entre eux et remettent en question la Corda Fratres :
Le congrès  international des étudiants a tenu ce matin une importante séance dans la grande salle des fêtes de l'exposition coloniale, pour examiner les possibilités de création d'une fédération internationale. Les délégués parisiens, sans doute revenus sur leur décision de la veille, étaient présents. M. Provansal a plaidé la cause de la « Corda fratres », qui réalise déjà pratiquement l'internationalisme universitaire. M. Monig, de Bordeaux, fait observer que la « Corda fratres » ne groupe que des unités locales, alors que le congrès se propose d'abord de créer des fédérations nationales, qui, à leur tour, se fédéreront internationalement. À quoi M. Provansal réplique que si la fédération nationale est possible en France, il n'en va pas de même à l'étranger, par suite des compétitions de races : « les Polonais, les Hongrois, les Tchèques, par exemple, dit-il, réclament leur autonomie ; il ne faut donc pas entraver l'essor du mouvement international et en respecter les modes divers. »
M. Campinchi, délégué de l'Association générale des étudiants de Paris, faisant allusion à la scission qui s'est produite au sein de la délégation française, demande si, même en France, une fédération nationale est possible.
— Mais elle existe déjà, répond M. Monig. Nous l'avons créée hier soir, et en avons adopté les statuts.
M. Campinchi n'en émet pas moins des doutes sur la valeur d'une association nationale dont les 14 000 étudiants parisiens seraient exclus. La discussion menaçant de prendre un tour agressif, le président s'empresse de clore le débat, qu'il renvoie à mardi.
La délégation française tiendra demain une réunion. De nouveaux efforts seront tentés pour rétablir l'accord entre les délégués parisiens et ceux des provinces.
De retour du congrès de Marseille, le responsable parisien César Campinchi appelle à une scission. Il explique au journal Le Petit Parisien que la nouvelle fédération internationale à naître sera brillante et représentative. Et l'oppose à la Corda Fratres qu'il déclare représenter juste en partie les Italiens et un peu les Hongrois. En passant, il critique indirectement sans le nommer le Conseil Fédéral Sénior de la Corda Fratres, déclarant qu'en Italie même, il y a  « des associations d'étudiants prospères » qui combattent la Corda Fratres « lui reprochant à juste titre d'admettre dans son sein d'autres personnes que des étudiants. » La nouvelle fédération internationale annoncée exclura de ses rangs Italiens et Hongrois, aura obligatoirement son siège à Paris et sera dirigée par lui. De même que l'association nationale des étudiants de France, qui n'existe pas encore et dont il souhaite la naissance.
Finalement, c'est seulement l'année suivante, le 4 mai 1907, à Lille, que les Associations générales d'étudiants de Bordeaux, Dijon, Lille et Lyon rejetant les tutelles italienne comme parisienne créent effectivement une organisation indépendante nationale : l'Union nationale des associations générales d'étudiants de France-UNAGEF. Les cinq membres du Bureau national élu à cette occasion posent en Faluche sur la photo officielle.

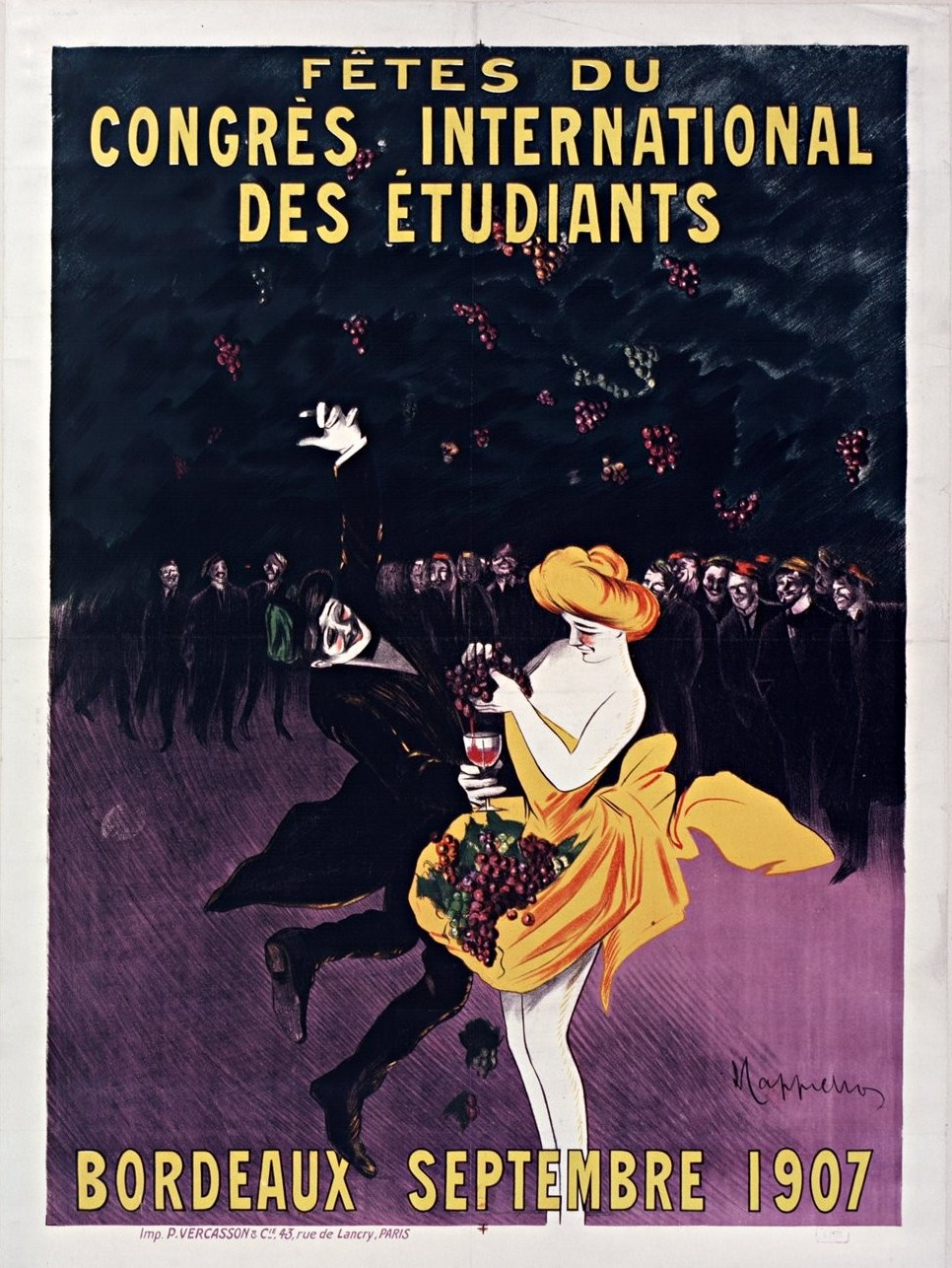
Affiche de Leonetto Cappiello pour les fêtes du 5e congrès de la Corda Fratres tenu à Bordeaux en 1907.

Du 1er au 8 septembre 1907 le cinquième congrès de la Corda Fratres se tient à Bordeaux, ce qui laisse supposer que la rupture avec les étudiants de France, la Faluche n'est pas complète. À l'occasion de ce congrès des fêtes sont données, pour lesquelles Leonetto Cappiello réalise une affiche. Il serait intéressant de savoir si les Français sont présents au sixième congrès de la Corda Fratres tenu à La Haye en 1909. Et dans ce cas quelle fut la forme prise par leur participation.
Vers ce moment-là apparaît en tous cas une tentative de coup de force de l'AGEP pour s'emparer de la Corda Fratres. Se matérialise ainsi la scission préconisée par César Campinchi en 1906. On lit en effet dans une brochure parue en 1910, un discours prononcé par Anatole France au siège de l'association des étudiants parisiens, où il déclare en passant :
Le vieil ami qui vous parle est heureux de se trouver ici dans le siège social de la Fédération internationale des Étudiants, Corda Fratres, qui l'a accueilli il y a dix ans sur le Mont Palatin. Vous avez pensé qu'un commun idéal de concorde doit unir les étudiants du monde entier. C'est une grande et bonne pensée.
Un rappel en bas de page précise :
La Fédération internationale des Étudiants, Corda Fratres, a été fondée à Turin le 15 novembre 1898 ; réorganisée à Liège, le 4 septembre 1905, elle fut transformée à La Haye, le 29 août 1910. Le siège social, à cette date, fut définitivement fixé à Paris, dans l'Hôtel de l'Association générale des Étudiants de cette Université. M. Pierre Julien fut nommé président de la Fédération internationale ; MM. Aubry & Legrand, secrétaires généraux ; M. Fabien Soullard, trésorier général.
Le congrès de la Corda Fratres de La Haye se tint du 24 au 27 août 1909. La date du « 29 août 1910 » indiquée ici est erronée. À moins qu'il s'agisse d'un congrès scissionniste, effectivement organisé en 1910.
Tous ces propos témoignent de la tentative de l'AGEP pour s'approprier la Corda Fratres. Tentative qui se prétend réussie et irrévocable. À en croire l'AGEP, le siège de la Corda Fratres est « définitivement fixé à Paris, dans l'Hôtel de l'Association générale des Étudiants de cette Université. ».
Conséquence probable du conflit engendré par cette manœuvre d'accaparement, les étudiants français sont absents du septième congrès de la Corda Fratres tenu à Rome en 1911.

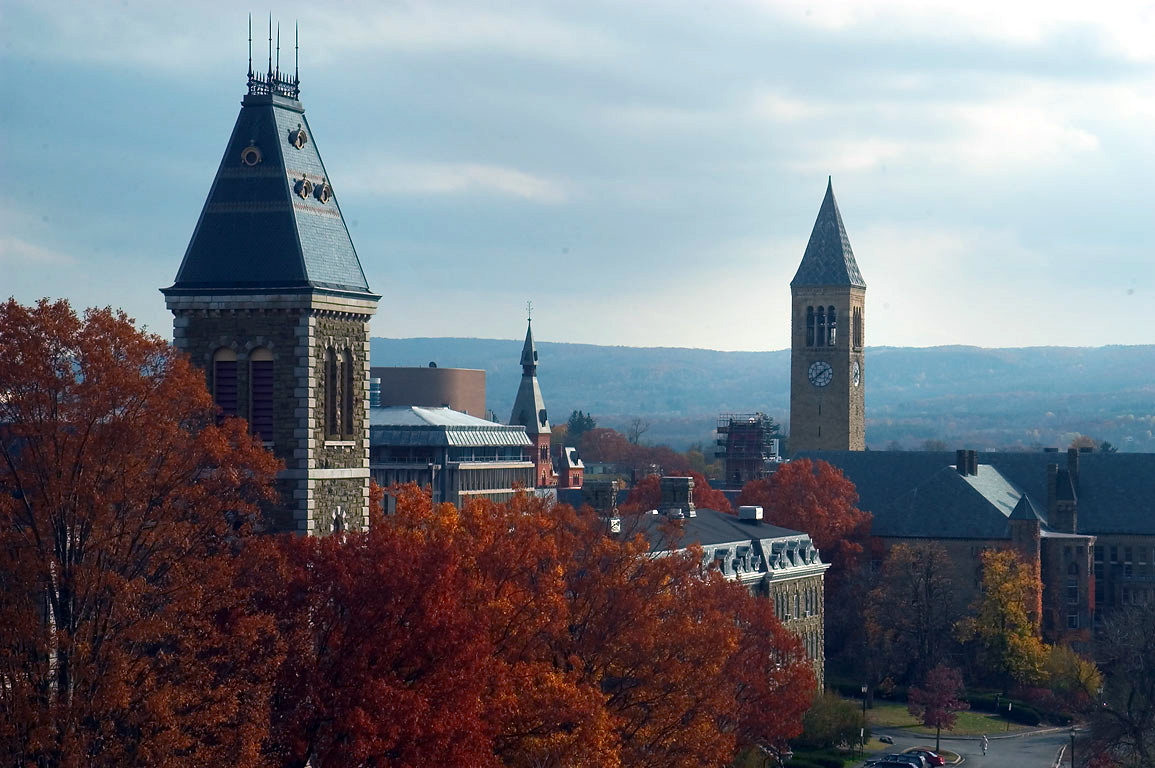
En 1913, le 8e congrès de la Corda Fratres a lieu à l'université Cornell, à Ithaca, New York (États-Unis).

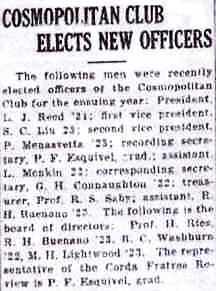
Élections au Cosmopolitan Club de l'Université Cornell en 1921.

### Les tensions politiques
Une autre faiblesse fondamentale de la structure de la Corda Fratres est politique. Très attaché aux revendications nationales et aux revendications irrédentistes italiennes, Efisio Giglio-Tos, dans une fédération qu'il veut apolitique introduit contradictoirement les très politiques revendications nationales et irrédentistes. C'est ainsi que le premier congrès de la Corda Fratres vote une résolution en faveur du triomphe des aspirations nationales de tous les peuples. Efisio souhaite aussi que symboliquement la Section italienne soit représentée par un Triestin et la Section roumaine par un citoyen d'Oradea Mare. Trieste étant à l'époque une ville située hors d'Italie et revendiquée par les nationalistes irrédentistes italiens. Oradea Mare se trouvant en Transylvanie, région appartenant alors à la Hongrie et objet de revendications d'annexion par la Roumanie. Au deuxième congrès de la Corda Fratres tenu à Paris en 1900, Efisio fait reconnaître les sections nationales polonaise, tchèque et finlandaise. La Pologne et la Finlande faisant à l'époque partie de l'empire russe, et les Tchèques étant citoyens de l'Autriche-Hongrie. Il fait également admettre une « Section spéciale » parisienne, dirigée par Léon Fildermann, qui se réclame du futur état juif à créer en Palestine et prendra par la suite le nom de « Section sioniste ».
Résultat de cette volonté d'Efisio Giglio-Tos d'intégrer les revendications nationales dans la structure même d'une organisation apolitique, chassée par la porte la politique revient en force par la fenêtre.
Faire ensemble la fête dans une école, une ville, est possible entre étudiants d'opinions contradictoires... Par contre, se rassembler pour la même fête à l'appel d'une organisation prenant position pour des revendications nationales qu'on ne partage pas, n'est plus du tout la même chose. De ce fait les étudiants autrichiens refuseront dès le début de la Corda Fratres d'adhérer à une fédération qui contradictoirement à son apolitisme proclamé prône de fait l'éclatement de l'Autriche-Hongrie. Ce sont ces tensions qui amènent la Corda Fratres à ajourner au dernier moment son troisième congrès prévu à Budapest en 1902. Le motif invoqué le laisse nettement apparaître. Le congrès est ajourné parce que :
...certains groupes des membres inscrits avaient, de propos délibéré, choisi le congrès comme champ d'action pour des discussions et des manifestations touchant la politique intérieure, des questions nationales tant de l'État hongrois que de certains États voisins.
Ces difficultés d'ordre politiques paraissent aussi expliquer le temps très long mis ensuite pour parvenir à réunir le troisième congrès, qui n'a lieu finalement à Liège qu'en 1905, cinq ans après celui de 1900 à Paris.
L'erreur fondamentale politisant une structure qui se veut apolitique est aggravée par un but proclamé, apparemment rassembleur, évident et positif : la paix. Ainsi E. Giroux, membre de l'Association générale des étudiants de Paris et de la Corda Fratres écrit en 1911 :
Chantons en chœur, toujours, cette belle strophe du poète de la coopération :
« Tous pour un, un pour tous, les hommes sont nos frères,
« C'est la fin des douleurs, et c'est la fin des guerres,
« C'est l'égoïsme à bas, plus de droits sans devoirs ;
« C'est l'unique nation des hommes blancs et noirs,
« C'est l'outil remplaçant, et l'épée, et la poudre,
« C'est le sourire, après les éclats de la foudre. »
La Commission de mutualité de la Fédération internationale, en même temps qu'elle invite les étudiants de toutes nationalités à travailler dans leur sphère pour un idéal de bonté et de solidarité fraternelle, a l'espoir qu'elle contribuera à atteindre l'objectif le plus cher que nous ayons tous en vue :
« La paix, et l'harmonie entre les peuples. »
Nous semons aujourd'hui ; puisse demain, la moisson être féconde !
Ayons foi en l'avenir  !
La Corda Fratres prétendra même au schéma suivant : parmi les étudiants d'aujourd'hui se trouvent les futures élites politiques de demain. Si nous sommes tous amis, nous proscriront définitivement la guerre. Cette affirmation qui résume la cause des conflits armés aux malentendus supposés entre individus gouvernants coutera également très cher à la Corda Fratres. Car ainsi la Grande Guerre devient aussi un échec, voire une faillite complète et absolue de la Corda Fratres.

### L'influence maçonnique
Un élément indépendant de son fondateur contribue également indirectement le moment venu à la dislocation et disparition de la Corda Fratres : le large investissement de la Franc-maçonnerie italienne dans la Fédération. L'intervention maçonnique dans la Corda Fratres se fait dans le plus grand secret, peut-être pour éviter justement de faire du tort à son développement en lui donnant une réputation maçonnique injustifiée. Conséquence de cette participation, quand le régime fasciste interdit et pourchasse le Grand Orient d'Italie, il a dans le collimateur nombre de militants et responsables de la Corda Fratres dûment identifiés comme Francs-maçons par la police italienne.
Le secret de l'importante présence Franc-maçonne dans la Corda Fratres mis au jour publiquement au moment des persécutions fascistes antimaçonniques contribue à faire naître la fable de la nature Franc-maçonne de la Corda Fratres. Son nom-même devient alors certainement un élément de plus allant dans ce sens. Les « Cœurs frères » évoquant les Francs-maçons qui se qualifient entre eux de « frères ». Efisio Giglio Tos qui n'est pas Franc-maçon n'a sûrement pas pensé à cela quand il a imaginé le nom de la Fédération.

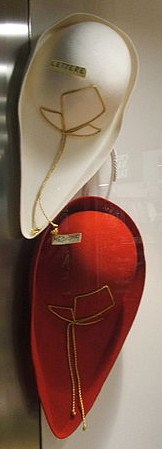
Le chapeau de la Goliardia.

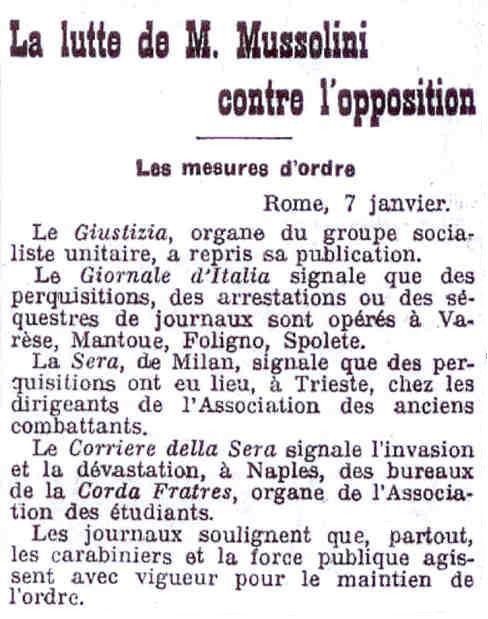
Janvier 1925 : destruction du siège de la Corda Fratres à Naples.

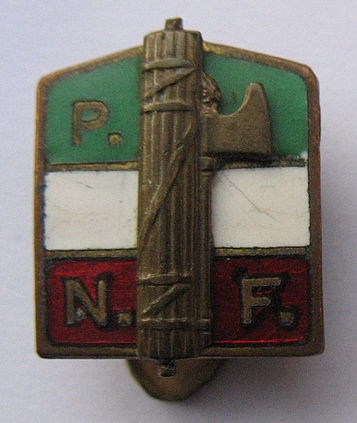
L'insigne du PNF.

### La persécution fasciste

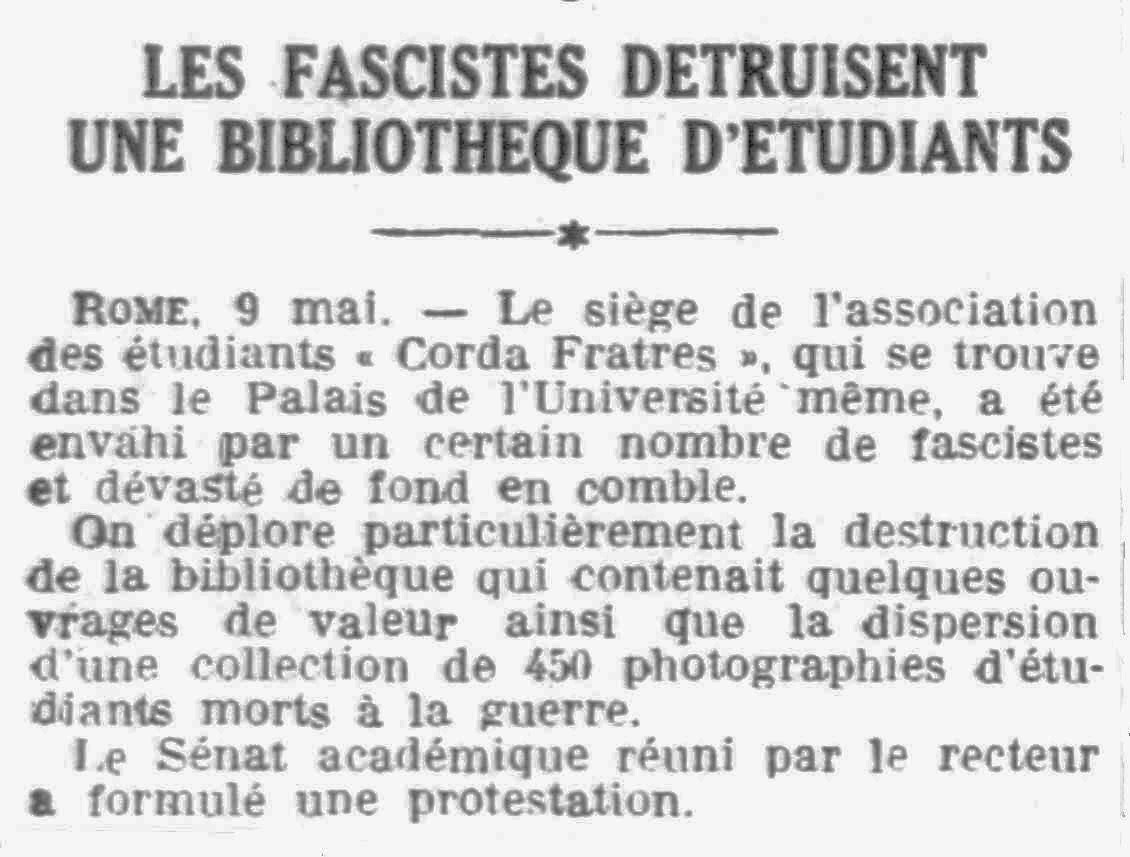
Mai 1925 : destruction du siège de la Corda Fratres à Rome.

Dans les années 1920, le triomphe du fascisme en Italie s'accompagne de violences commises contre la Corda Fratres. Sa section de Naples sera ainsi détruite.
Le 23 mars 1924, un certain nombre de petits groupes politiques étudiants italiens fondent une organisation revendicative et antifasciste : l'Unione Goliardica delle Libertà – UGL (Union Goliardique des Libertés). Ses membres prennent le contrôle de la Corda Fratres napolitaine. Dans le courant de l'année 1924, le Préfet de Naples envoie au ministère de l'Intérieur à Rome une communication urgente où il dit que « la riconosciuta associazione Corda Fratres » (l'organisation reconnue Corda Fratres) s'est transformée en une section de l'Unione Goliardica delle Libertà et son président Eugenio Reale est notoriamente antifascista (notoirement antifasciste). Les autorités officielles n'auront pas à sévir. En janvier 1925, ce sont les squadristi qui se chargeront de détruire le siège de la Corda Fratres à Naples. Celui de Rome, avec sa bibliothèque, subira le même sort en mai de la même année. Il faudra trois années en tout aux fascistes pour parvenir à anéantir la section italienne de la Corda Fratres, qui cessera d'exister en 1927.
Le régime fasciste qui détruit la Corda Fratres d'Italie, confisque ses biens, saccage ses locaux, cherche également à faire disparaître la Goliardia en s'emparant de son signe distinctif : la feluca, sorte de chapeau un peu genre Robin des Bois. Le Gruppo Universitario Fascista-GUF (Groupe universitaire fasciste-GUF), organisation étudiante fasciste officielle, prétend en faire son symbole et un élément de sa propagande. Sur les affiches et documents qu'il diffuse figurent des étudiants rassemblés par l'idéal fasciste et portant tous la feluca. Par ailleurs, ce chapeau est systématiquement distribué à tous les étudiants italiens, ce qui revient à lui nier sa signification d'appartenance à la Goliardia. D'autres mesures contre l'indépendance étudiante sont prises. Par exemple l'accès aux ateliers des académies des Beaux-Arts n'est plus autorisé en dehors des heures de cours des enseignants, eux-mêmes astreints à adhérer au PNF – Partito Nazionale Fascista (Parti National Fasciste). Ainsi les étudiants ne risquent pas de pratiquer l'art et bavarder sans surveillance.
L'obligation pour avoir le droit de travailler et nourrir sa famille d'adhérer au PNF et porter son insigne fait que des professeurs le blagueront en disant que PNF signifie Per Necessità Famigliare (Par Nécessité Familiale).
Vers la même époque, au début des années 1920, André Honnorat et Émile Deutsch de la Meurthe reprennent à leur façon à Paris le projet idéal de la Corda Fratres. Pour bannir la guerre : faire naitre l'amitié entre les étudiants futurs élites des nations. Pour concrétiser ce projet ils créent la Cité internationale universitaire de Paris qui a vocation de voir se côtoyer les étudiants du monde entier afin d'assurer la paix future par l'amitié. Fait significatif, John Davison Rockefeller Junior qui a financé pour la Corda Fratres new yorkaise en 1924 la construction de la « Maison Internationale » de New York, financera la construction du bâtiment central de la Cité, qui portera le même nom. Pas plus que la Corda Fratres, la Cité Universitaire n'assurera la paix. Ses bâtiments seront réquisitionnés comme cantonnements par l'armée allemande durant l'Occupation. Aujourd'hui, avec ses trente hectares de superficie, la Cité Universitaire reste une institution universitaire renommée, combinant de grandes richesses architecturales avec un des plus importants jardins de Paris. 
Durant la période du pouvoir fasciste, parmi les anciens membres actifs de la Corda Fratres disparaissent : Angelo Fortunato Formiggini, ancien dirigeant de la section italienne, qui poussé à bout par les persécutions fascistes se suicide à Modène le 29 novembre 1938. Efisio Giglio-Tos, président-fondateur, mort à Turin à 71 ans le 6 janvier 1941. Giannantonio Manci, qui capturé par les nazis se suicide à Bolzano le 6 juillet 1944 pour éviter de parler sous la torture.

### Après la chute du fascisme
En 1945, comme la calotte et la penne belges ou la faluche française, la goliardia italienne reprend ses activités normales. La Corda Fratres cherche à se réorganiser en Italie. La carte de membre de la Corda Fratres émise en Italie cette année-là est ornée d'un dessin symbolique accompagné du mot Ricostruire : « Reconstruire ». Cependant cette reconstruction n'arrive pas à se faire. Diverses raisons expliquent cet échec, entre autres la durée du régime fasciste : 23 ans, depuis 1922 jusqu'à 1945. À cette date, cela fait plus de dix ans qu'il n'y a plus un seul étudiant ancien de la Corda Fratres inscrit dans les universités d'Italie. Au IIe Congrès national universitaire d'Italie tenu à Turin du 28 avril au 4 mai 1947, un grand nombre de représentants d'universités déclarent n'en avoir jamais entendu parler.
La Corda Fratres italienne déjà affaiblie par le fascisme, qui lui a notamment confisqué ses biens matériels, souffre aussi du vice politique structurel que représente sa construction en section nationale. D'où à nouveau importante perte de temps passée en formalités bureaucratiques et administratives. Par exemple à l'occasion du « Convegno nazionale dei consoli direttori della Corda Fratres, sezione italiana (Congrès national des consuls directeurs de la Corda Fratres, section italienne) » du 25 juillet 1947. De plus et surtout, la prétention à reconstruire une société festive et fraternelle étudiante dans un cadre national italien y introduit alors un gros problème centrifuge italo-italien : la vieille rivalité Nord-Sud. Car la Corda Fratres renaissante est plus forte au Sud, d'où hostilité du Nord. Giuseppe Ganino qui vient de passer la direction de la section italienne de la Corda Fratres au professeur Mario Covello écrit le 1er septembre 1947 qu'il faut faire comprendre à « la très noble Cité de Palerme que par sa position géographique elle ne peut être pratiquement le Siège Central de l'Association ». Des polémiques naissent entre Catane et Turin, Naples et Rome et même Palerme et Messine. L'Italie unifiée seulement depuis 1860 est propice à ce genre de rivalités.
Un élément qui n'a aussi certainement pas favorisé les tentatives de renaissance de la fédération internationale des étudiants concerne la Goliardia. Elle a été la base de la naissance de la Corda Fratres en 1898. Or, en 1945-1947 la Goliardia traverse une crise. Sous la pression politique qui suit la fin de la guerre, des tentatives internes sont faites pour transformer la libre et truculente nébuleuse apolitique et festive des ordres goliardiques en une organisation nationale centralisée des étudiants italiens. La Goliardia survivra à cette épreuve, mais on la voit mal se poser la question de la renaissance de la Corda Fratres à un moment où la continuité de son existence-même était discutée.
Après l'échec de la tentative de renaissance de la Corda Fratres qui se termine en 1948, il y eut encore un rendez-vous organisé en France vers 1964, où des étudiants de France et d'Italie se retrouvèrent en camping ensemble en France en plaçant leur rassemblement dans le cadre de la poursuite de la Corda Fratres.

### Disparition ou dislocation de la Corda Fratres?
Les faiblesses internes, la défection française initiée en 1907, les menées scissionnistes de l'AGEP dans les années qui suivent, et la destruction de la Corda Fratres d'Italie seront les facteurs clés conduisant à la disparition de la Fédération. Cependant, des sociétés festives et fraternels auxquelles appartenaient ses membres existent toujours. Fait significatif, la Faluche et la Goliardia, nées à Bologne en 1888 dix ans avant la Corda Fratres, en dépit de toutes les difficultés qu'elles ont pu rencontrer dans leur histoire, existent toujours.
La branche américaine de la Corda Fratres, après la disparition de la Fédération, a continué son activité de manière indépendante durant des dizaines d'années et encore aujourd'hui dans certaines universités.
Thé Rotarian (Le Rotarien), publication officielle du Rotary International, écrit en février 1927 :
Les étudiants du monde sont très organisés. Ils ont la Fédération Mondiale des Étudiants Chinois à Shanghai, la Federación Internacional de Estudiantes à Mexico, la Fédération mondiale des associations pour l'éducation à San Francisco, toutes travaillant pour la paix et la bonne entente internationale.
L'Association Corda Fratres, ou Cosmopolitan Clubs, est, peut-être, la meilleure de toutes. La Corda Fratres a été fondée à Rome en 1898, a grandi au Congrès de La Haye en 1909 quand elle a été rejointe par l'Association des Cosmopolitan Clubs, qui est née à l'Université du Wisconsin en 1903. Les Cosmopolitains, qui ont une quarantaine de chapitres sur les campus d'Amérique, ont pour devise : « Au-dessus de toutes les nations est l'humanité. » Ils sont des leaders de la pensée internationale et constituent un terrain fertile de recrutement pour les déjeuners du Rotary.
Un développement récent est le Cosmopolitan Club inter-universitaire de New York avec plus de mille membres actifs de 67 collèges et écoles professionnelles à Manhattan. Son siège est la « Maison Internationale » sur Riverside Drive en face de Grant'Tomb – un monde en miniature avec toutes les races, nationalités, religions vivant sous un même toit.
Le bâtiment, construit pour un coût de deux millions et demi de dollars, a été ouvert en 1924 – il a été offert par John D. Rockfeller Jr. Il y a des dortoirs pour 400 hommes et 125 femmes, et toutes les installations pour les activités sociales et sportives. L'inscription gravée sur son entrée principale – « La fraternité doit prévaloir » – témoigne de son programme de service international libre de tous préjugés éducatifs, religieux ou politiques.
L'histoire des Cosmopolitan Clubs de la Corda Fratres aux États-Unis reste à écrire. L'activité du Cosmopolitan Club de l'Université d'Indiana, par exemple, dure cinquante-quatre années, de 1916 à 1970. Il est fondé par douze étudiants de différents pays. Le comité constitutif comprend T.V. Petranoff (Bulgarie), Heinman Blatt (Russie), Y. Kodera (Japon), et le premier président du Club est J.T. Hsi (Chine). Tout le long de son histoire, il s'applique à compter dans ses rangs une moitié d'étudiants des États-Unis, l'autre venant de l'étranger. De 1953 à 1970 il organise notamment chaque année à l'université un Dîner International très apprécié, associé à une semaine d'expositions et activités célébrant l'Organisation des Nations unies. En 1965, il compte 515 adhérents de 54 nationalités différentes.
L'existence du Cosmopolitan Club de l'Université Cornell est attestée au moins de 1906 à 1935. Le Cosmopolitan Club de l'Université de l'Iowa existe durant 88 années, de 1908 à 1996.
En 1931, à Denver, Clarence Holmes, s'inspirant des Cosmopolitan Clubs, crée un Cosmopolitan Club non universitaire. Sa devise, dérivée de celle des Cosmopolitan Clubs universitaires est : humanity above nation, race or creed (l'humanité est au-dessus de la nation, la race ou la croyance). Il va regrouper des militants antiségrégationnistes issus des communautés afro-américaine, juive, japonaise et anglo-saxonne.
Aux États-Unis, en 2006, en relations étroites ensemble fonctionnent trois Cosmopolitan Clubs, appelés également en abrégé Cosmo Clubs : ceux de l'université du Delaware à Newark, de l'université de l'Illinois à Urban-Champaign et de l'université du Colorado à Boulder. Le Cosmopolitan Club de l'Université du Delaware, né il y a moins de quarante ans, est toujours actif en 2012 et dispose d'une page Facebook détaillée. Le Cosmopolitan Club de l'Universite d'Illinois existe toujours sous les auspices de l'YMCA locale d'Urbana. Celui de l'université du Colorado à Boulder est toujours en activités, ou tout au moins l'a été jusqu'à une date très récente.
Avec les moyens de communications de son époque, Efisio Giglio-Tos a rassemblé dans la Corda Fratres les éléments du puzzle mondial des associations festives et fraternelles étudiantes. Après la fin de la Corda Fratres les pièces du puzzle se sont retrouvées à nouveau éparpillées. Il existe par endroits des liens partiels. La Goliardia de Turin est par exemple en relations régulières avec une association étudiante belge. Les organisations goliardes d'Italie se rassemblent une fois par an. La Tuna de Porto Rico rend visite tous les ans aux Repúblicas (Républiques) étudiantes de Coïmbra. Le congrès annuel de la Faluche reçoit des invités belges, espagnols et italiens, ainsi que le banquet européen des traditions estudiantines de Strasbourg. Tous ces éléments témoignent que le besoin de se rassembler festivement et fraternellement par-delà la division entre branches d'études, universités, villes, pays existe toujours.

## La redécouverte de la Corda Fratres
Après sa disparition ou dislocation s'abat un oubli complet sur la Fédération. Cet oubli est favorisé par la forte politisation du mouvement étudiant organisé qui touche de nombreux pays en 1968 et au début des années 1970. Pour les étudiants fortement politisés de l'époque, la neutralité, l'apolitisme, le rassemblement général corporatif joyeux, insouciant et festif sont antinomiques à leurs conceptions. Ils récusent ces valeurs qui ont caractérisé et fait l'originalité et la force de la Corda Fratres. En particulier dans les milieux étudiants d'extrême gauche les étudiants qui se déclarent « apolitiques » sont considérés comme des étudiants de droite déguisés. Les organisations festives étudiantes traditionnelles comme la Faluche ou la Goliardia acceptant dans leurs rangs des étudiants de toutes opinions sont stigmatisées comme « fascistes » par les étudiants d'extrême gauche. Apparaît alors en France la pratique du vol des faluches considérées comme « trophées »  par certains adversaires du mouvement faluchard. Depuis cette époque, les faluchards ont pris l'habitude de relier leur faluche à un solide cordon fonctionnel et décoratif.
En Italie, la fable attribuant un caractère fasciste à la Goliardia, société festive et fraternelle fondée en 1888 et se réclamant d'une tradition antérieure de huit siècles à la naissance de Benito Mussolini, faillit avoir des conséquences tragiques. Au début des années 1970, menacées de mitraillages par les Brigate rosse (Brigades rouges), les fêtes goliardes se sont retrouvées obligées de solliciter et ont obtenu la protection de la présence de policiers en armes. Cette situation a été vécue comme un très grand traumatisme par les étudiants festifs italiens de l'époque.
Cependant, l'oubli complet de la Corda Fratres durant des dizaines d'années n'est pas une simple conséquence « mécanique » d'évènements et évolutions. Il est aussi organisé. Dans les années 1960, par exemple, la puissante Union internationale des étudiants-UIE fondée en 1946 se targue d'être la première organisation internationale étudiante née dans le monde, à la suite des manifestations étudiantes antinazies de Prague durant l'occupation allemande en 1939 et à la mort tragique de l'étudiant tchèque Jan Opletal. Cette filiation politique prestigieuse faisant fi de l'existence de la Corda Fratres, comme de la Confédération internationale des étudiants, qui ont précédé l'UIE.
Pour diverses raisons, le souvenir de la Fédération internationale fondée en 1898 dérange. Elle est rarement évoquée et son souvenir est déformé.
Ainsi, en 1998, Gaetano Quagliariello écrit, dans une étude scientifique parue dans la Revue d'histoire moderne et contemporaine, publiée par la Société d'histoire moderne et contemporaine :
En 1896, au Congrès catholique de Fiesole, on avait lancé les bases de la Federazione Universitaria Cattolica Italiana (FUCI) et deux ans plus tard un groupe d'étudiants de l'Association turinoise universitaire créait la Corda Fratres, une association étudiante maçonnique qui connut une rapide diffusion dans toute l'Italie et qui, selon les intentions des fondateurs, aurait dû devenir une fédération internationale des étudiants.
La Corda Fratres est quelquefois qualifiée d'« organisation de jeunesse de la Franc-maçonnerie ». Ce qui est doublement absurde. La Franc-maçonnerie, organisation discrète mais pas secrète est suffisamment connue pour savoir qu'elle n'a jamais eu d'organisation de jeunesse et les buts de la Corda Fratres, s'ils ne sont pas contradictoires à ceux de la Franc-maçonnerie ne s'identifient pas à ceux-ci. Il y avait des adhérents Francs-maçons dans la Corda Fratres. Il y en a également dans d'autres organisations, le Rotary Club, par exemple, qu'on ne qualifie pas pour autant d'« organisation Franc-maçonne ». En fait, certains commentateurs hostiles à la franc-maçonnerie traitent systématiquement de « francs-maçonnes » toutes les organisations qu'ils critiquent et dont ils ont du mal à cerner les contours. Il s'agit d'une sorte d'anathème laïc qui sous-entend sans précisions particulières qu'on a affaire à quelque chose d'obscur, mystérieux, clandestin, inquiétant, malhonnête et dangereux. La Corda Fratres étant largement oubliée dans le reste du monde, l'abusive réputation franc-maçonne de la Fédération fondée en 1898 se rencontre aujourd'hui essentiellement en Italie. Elle est alimentée à l'occasion par des polémiques politiques concernant un cercle culturel de la ville de Barcellona Pozzo di Gotto, dans la province de Messine. Ce cercle, créé en 1944, porte le nom de Corda Fratres et se réclame d'une filiation morale avec la Corda Fratres d'Efisio Giglio-Tos.
Quand, en février 2011, la franc-maçonnerie italienne ayant retrouvé l'étendard de la Corda Fratres de Sienne le restaure et le confie solennellement à l'université de Sienne, elle souligne la convergence de vue entre elle et la Corda Fratres. En aucun cas elle revendique cette dernière comme une organisation franc-maçonne.
Aujourd'hui, la seule personne qui voit la Corda Fratres figurer de façon élogieuse dans sa biographie est l'ancien consul de la Corda Fratres à Malte Sir Arturo Mercieca, avocat, juge et nationaliste maltais, membre de la communauté italienne de Malte. L'éloge est même poussé au point qu'il est présenté abusivement comme ayant été le président de l'Association internationale des étudiants Corda Fratres.
Une raison possible de l'oubli volontaire de la Corda Fratres est de la considérer, comme les autres sociétés festives et fraternelles comme peu importantes, indéfinissables, immatures. En les opposant aux organisations politiques, syndicales, religieuses ou humanitaires « sérieuses », s'occupant d'« affaires sérieuses » et de ce fait dignes de considération. Le progrès et l'avenir des sociétés festives et fraternelles quand elles existent devant être leur disparition ou mutation en organisation politique, syndicale, religieuse ou humanitaire.

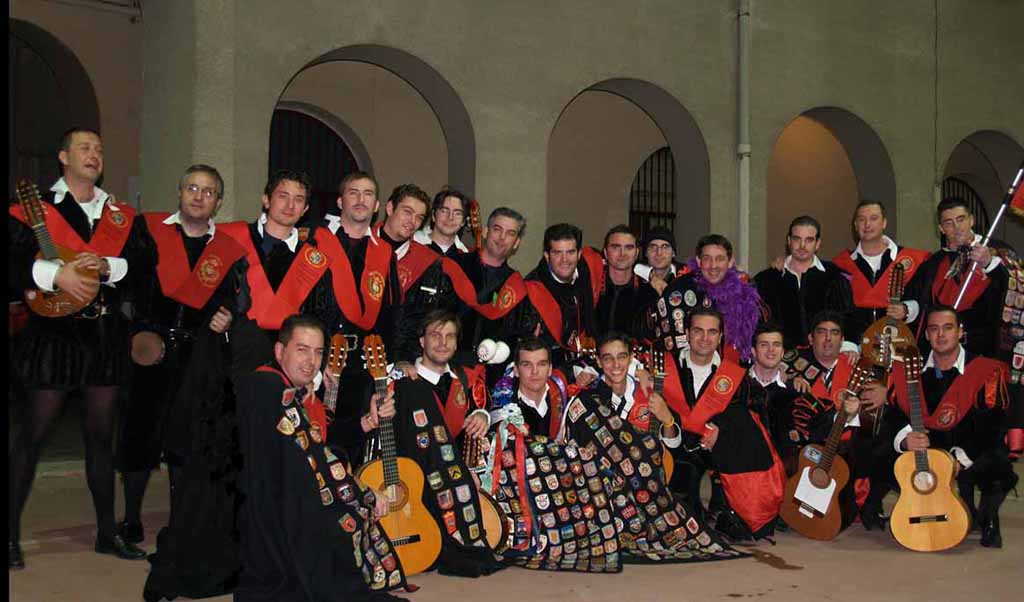
Une Tuna contemporaine : la Tuna de la faculté de droit d'Alicante (Espagne) en 2005.

L'UNAGEF créée en 1907 par des membres de la Faluche dissidents de la Corda Fratres porte la marque de cette dernière. Les membres de la Faluche qui rejoignent la Corda Fratres avant 1907 adhèrent à une « Fédération internationale des étudiants » alors que n'existe pas encore une organisation nationale des étudiants de France. La filiation entre la Corda Fratres de 1898 et l'UNAGEF de 1907 est évidente. L'UNAGEF connait une histoire remplie de mutations. L'UNEF syndicat étudiant né en 1946 qui se proclame en 2007 centenaire et héritière de l'UNAGEF n'est plus l'organisation d'origine.
Les mutations des organisations étudiantes, fruits d'évènements divers comme la guerre, l'Occupation et la Résistance, s'expliquent aussi par la volatilité du milieu étudiant. Au bout de dix ans, la totalité des étudiants est renouvelée. Il s'agit d'un milieu différent du précédent. On ne retrouve pas dans les organisations étudiantes le même phénomène que dans un parti politique, un syndicat, une église ou une organisation humanitaire où la carrière d'un leader peut durer quarante ans. Les anciens peuvent être invités dans les organisations étudiantes, ce ne sont pas eux les dirigeants.
L'existence des sociétés festives et carnavalesques ne s'oppose pas à celle d'églises, syndicats, partis politiques ou organisations humanitaires. La prétention à les opposer et vouloir ignorer, condamner ou éliminer les premières au nom de l'existence des secondes rejoint un autre propos. Celui qui affirme qu'il est indécent et scandaleux d'organiser une fête quant au même moment des gens souffrent. En 1919 une campagne d'affiches anonymes était faite à Dunkerque dénonçant la renaissance du Carnaval de la ville au nom du respect de la souffrance des familles endeuillées par la Grande Guerre. Le Carnaval repris quand même. Renoncer à la fête n'a jamais empêché les guerres ou effacé les deuils. Dans les années 1990, un prêtre de Venise répondait aux adversaires de la fête que faire Carnaval lui donnait des forces pour s'occuper des malheureux.
Les organisations festives et fraternelles participantes de l'histoire de la Corda Fratres subissent également un traitement particulier. Quantité de publications consacrées à la vie universitaire font comme si elles n'existaient pas. Certains dictionnaires espagnols contemporains donnent pour définition de la Tuna : « petit orchestre d'étudiants » et oublient complètement le caractère organisé et très ancien des Tunas. Un monumental ouvrage italien actuel sur l'histoire de l'université de Bologne expédie en une ligne et demie les fêtes historiques étudiantes pour le 800e anniversaire en 1888 et ne mentionne nulle part la Goliardia, qui apparait incidemment sur deux photos où on distingue des étudiants portant le chapeau goliard, sans précisions pour expliquer ce que c'est. La Faluche n'est pratiquement jamais évoquée dans la presse française, si ce n'est quelquefois de façon caricaturale et péjorative en soulignant l'appartenance à celle-ci à un moment-donné d'une personnalité politique controversée. Les sociétés festives et fraternelles étudiantes traditionnelles connaissent le sort général des sociétés festives et carnavalesques dont les médias ne parlent autant dire jamais. Combien connaissent les liesses gigantesques des Carnaval de Cologne ou Dunkerque et ont entendu parler des nombreuses sociétés festives et carnavalesques qui en assurent la réussite en les préparant toute l'année ?
Beaucoup de personnalités connues ont pourtant fait partie durant leur vie étudiante des Tunas, de la Faluche, la Goliardia, les Burschenschaften ou autres associations similaires. Mais rappeler quand on a un poste important, un rôle politique, que jadis on a passé plusieurs années à faire la fête, chanter des chansons paillardes et faire des farces en compagnie d'autres que leur chemin a conduit, par exemple, à l'autre bout de l'échiquier politique, ne serait pas forcément compris et approuvé par le public.
Les sociétés festives et fraternelles étudiantes se veulent aussi neutres politiquement que la Sécurité sociale, par exemple. Si un cotisant de droite ou de gauche est malade et remboursé de ses frais par la Sécurité sociale, il ne vient pas à l'idée de qualifier celle-ci d'organisme de droite ou de gauche. Admettre une telle réalité devient nettement plus difficile pour des personnes extérieures s'agissant d'organisations de jeunesse étudiante où l'on se retrouve, chante, boit, rit, fait la fête ensemble. Surtout quand on y relève la présence de personnes particulièrement controversées. Les organisations festives et fraternelles d'étudiants allemands en feront largement les frais, ayant conservé dans les rangs de leurs anciens des nazis avérés. De là à qualifier ces organisations de nazies, il n'y a qu'un pas. Un autre reproche fréquent fait aux organisations étudiantes allemandes concerne la tradition, qui n'est pas générale, du duel au sabre. Les participants recherchant des balafres au visage témoignant de leur « courage ». Cependant, résumer l'organisation traditionnelle étudiante allemande à cela ou encore aux dérives antisémites qu'ont connues ces associations est tout à fait réducteur. La réalité est souvent plus complexe. Ainsi par exemple, au début du XXe siècle, cohabitent au sein de la Corda Fratres une importante section roumaine antimagyare et antisémite et une importante section hongroise ainsi qu'une section juive parisienne sioniste. Cette dernière ayant l'occasion en 1902 de polémiquer vivement au sein de la Corda Fratres avec l'Association générale des étudiants roumains au sujet de l'antisémitisme.
La redécouverte de la Corda Fratres s'est effectuée en deux étapes distinctes. Marco Albera, historien et collectionneur turinois, ancien de la Goliardia, s'est passionné durant des années pour l'histoire des fêtes et de la fraternité étudiantes. Ayant collecté une masse de documents notamment sur la Corda Fratres, il les a ensuite mis à la disposition d'un historien habitant la région de Turin, le professeur Aldo Alessandro Mola. Sans l'énorme travail préliminaire de Marco Albera celui-ci n'aurait rien pu écrire. Rédigé grâce à cette documentation, le premier ouvrage sur l'histoire de la Corda Fratres est paru en 1999, édité par le musée des étudiants de l'université de Bologne et préfacé par Fabio Roversi-Monaco, recteur de l'université de Bologne.

## Vers une renaissance de la Corda Fratres?
La place laissée par la Corda Fratres première organisation mondiale festive et fraternelle étudiante, première société festive et carnavalesque universelle est restée vide après sa disparition et son oubli. En 1998, cherchant à renouer les liens anciens entre le Piémont et le Carnaval de Paris, Basile Pachkoff rencontre à Turin Pietro Crivellaro, directeur du Centre d'études du Theâtre Stabile. Par lui il fait la connaissance en 2003 de Marco Albera. Le projet de liens carnavalesques entre le Piémont et Paris va alors s'élargir à celui de la renaissance des liens entre sociétés festives et fraternelles étudiantes du monde dans le cadre du Carnaval de Paris. Des contacts sont pris avec la Goliardia de Turin. Ils aboutissent finalement et les Italiens viennent à Paris célébrer le centenaire de la participation italienne aux fêtes de la Mi-Carême 1905. Ils participent à la Promenade du Bœuf Gras 2005, avec des dizaines d'étudiants venus de toute l'Italie à l'appel du Comité national des étudiants des Beaux-Arts d'Italie, dont le siège est à Bologne. À cette occasion un traité festif franco-italien est signé sur l'hôtel de ville de Paris.
En 2006-2007, un appel de Basile Pachkoff à la renaissance de la Corda Fratres en lien avec la renaissance du Carnaval de Paris est entendu, en particulier par des Tunas. Plusieurs d'entre elles manifestent le désir de soutenir le projet de renaissance de la Corda Fratres en participant au Carnaval de Paris 2007. Mais les difficultés matérielles empêchent les participations projetées espagnoles, portugaises, chilienne et colombienne (Tuna de la Fundación Juan Nepomuceno Corpas de Bogota). Contactée en 2006, l'administration de l'université du Colorado à Boulder, se montre favorable au projet, à condition que des étudiants veuillent bien s'y impliquer.
Il existe aujourd'hui deux associations festives se réclamant d'une filiation morale avec la Corda Fratres : en Italie l'Ordo Clavis Universalis (Ordre Universel de la Clef), organisation de la Goliardia de Pavie et en France l'association festive féminine parisienne Cœurs-Sœurs qui organise depuis 2008-2009 le Carnaval des Femmes, Fête des Blanchisseuses à la Mi-Carême.

### Articles fondamentaux de la Corda Fratres
Les articles fondamentaux, statuts et règlement de la Corda Fratres sont rédigés par Efisio Giglio-Tos et soumis à l'approbation du Congrès de fondation en novembre 1898 à Turin. Le 15 novembre les congressistes approuvent par acclamations les articles fondamentaux, rédigés en français, langue officielle de la Fédération, incluant l'article 5, proposé par Paul Tissier. Ils renvoient à une autre occasion l'examen des statuts et du règlement, ce qui témoigne de l'esprit qui anime l'assemblée. Importe d'abord pour elle l'amitié, les idéaux et sentiments communs et non le formalisme paperassier et juridique. La fidélité à cette conception organisationnelle a permis aux sociétés festives étudiantes traditionnelles comme la Goliardia italienne ou les Tunas ibériques et latino-américains de compter aujourd'hui parmi les plus anciennes structures privées existantes dans le monde.
Les articles fondamentaux de la Corda Fratres sont reproduits ici dans leur version officielle :
1. – Le titre de la Fédération est : « Fédération Internationale des Étudiants », traduit dans la langue nationale de la section et précédé par « Corda Fratres » comme devise de la Fédération même.
2. – Le but principal de la « Fédération Internationale des Étudiants » est de protéger et favoriser l'idée de solidarité et de fraternité entre les étudiants.
3. – Tout étudiant a le droit de faire partie de la « Fédération » pourvu qu'il soit inscrit dans une Université ou dans une École ou Institut supérieur quelle que soit sa religion et l'idée politique qu'il professe.
4. – Chaque confédéré en entrant dans la « Fédération » s'engage sur son honneur à employer sans cesse les moyens que sa position sociale, son intelligence et son activité lui fournissent pour favoriser les rapports internationaux entre la jeunesse, et seconder toutes les manifestations qu'il croira utiles afin de dissiper, dans n'importe quelle classe de personnes, les préjugés, les rancunes, les haines qui rendent les États réciproquement hostiles et toujours sur pied de guerre.
5. – La « Fédération Internationale des Étudiants » se propose aussi de seconder par tous les moyens en son pouvoir l'œuvre de la paix et de l'arbitrage entre nations.
6. – Le but de la « Fédération » est aussi de mettre en correspondance les étudiants entre eux et en particulier ceux qui se vouent à une même branche des sciences, afin de faciliter les moyens d'informations et les recherches scientifiques, dont on peut avoir besoin avant et après le doctorat.
7. – De s'assurer réciproquement des hôtes et des amis dans les grandes villes lointaines à l'occasion de voyages individuels et collectifs à l'étranger, voyages qui seront ainsi plus facilement entrepris et accomplis.
8. – Les principes fondamentaux admis à l'unanimité précédemment règlent la « Fédération ».
9. – Ils ne pourront être modifiés.1
Nota
1Toute délibération contraire aux précédents articles faussent les buts de la Fédération : en ce cas le Senatus est chargé d'y pourvoir.

### Buts de la Corda Fratres
L'article 1 des statuts de 1898 :
La fédération se propose :
a) de s'occuper des questions ayant un intérêt général pour les étudiants (excepté toutes questions politiques ou religieuses).

b) de pourvoir ses membres de tous avantages intellectuels et matériels.

c) de faciliter les voyages d'instruction et séjours à l'étranger (Voir chapitre consulats).

d) de favoriser l'institution de chaires de langues et de littératures pour les étudiants pendant les vacances.

e) de favoriser les congrès, les réunions, les fêtes internationales parmi les étudiants.

f) de favoriser les excursions et tous genres de sports.

### Congrès de la Corda Fratres

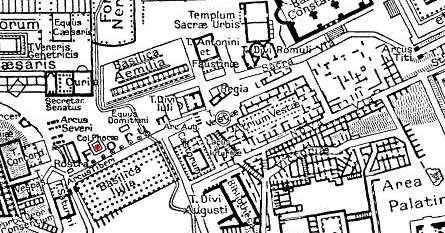
En rouge : emplacement de la colonne de Phocas, dans le forum romain.

9 congrès de la Corda Fratres furent organisés :
1 – 12-25 novembre 1898 – Le premier congrès commence ses travaux à Turin (Italie) et se conclut à Rome, avec la proclamation de la fondation de la Fédération au forum romain, près de la colonne de Phocas.
2 – 3-12 août 1900 – Le deuxième congrès a lieu à Paris (France) au moment de l'Exposition universelle.
2 bis – 25 septembre 1902 – Date choisie pour l'ouverture du troisième congrès prévu cette année-là à Budapest (Hongrie). Le projet est ajourné au dernier moment, pour éviter son utilisation par certains groupes participants comme forum politique. Du 1er au 5 octobre 1902 a lieu à Venise une rencontre internationale, congrès substitutif au congrès manqué à Budapest.
3 – 1-9 septembre 1905 – Liège (Belgique).
4 – 31 août-7 septembre 1906 – Marseille (France). La même année, à Milan, à l'occasion du Ve congrès de la section italienne de la Corda Fratres se tient également une réunion internationale d'étudiants.
5 – 1-8 septembre 1907 – Bordeaux (France).
6 – 24-27 août 1909 – La Haye (Pays-Bas).
7 – 1-6 septembre 1911 – Rome (Italie).
8 – 29 août-20 septembre 1913 – Ithaca, New York (États-Unis).
9 – 14-27 novembre 1924 – Turin-Gênes-Rome-Naples (Italie).

### Présidents du Conseil Fédéral

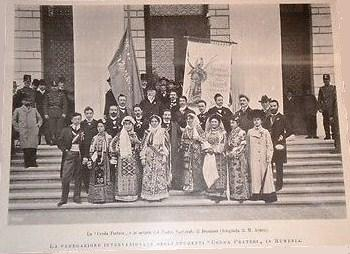
Un groupe de Roumains de la Corda Fratres photographié en 1902 sur les marches du Théâtre national de Bucarest.

Il y eut 6 présidents en tout :
1 - Efisio Giglio-Tos, Turin (Italie), fondateur, 1898-1900.
2 - Rudolph Ludwig, Budapest (Hongrie), 1900-1902.
3 - Camille Provansal, Marseille (France), étudiant en Droit, 1902-1905.
4 - Paolo Masci, Naples (Italie), 1905-1911.
5 - George Nasmyth, Ithaca (New York, États-Unis), 1911-1913.
6 - John Mez, originaire de Munich (Allemagne) et habitant à New York (États-Unis), 1914-1924.

### Publications périodiques officielles

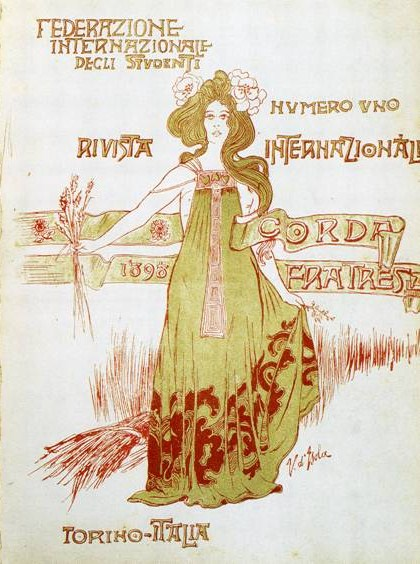
Couverture du premier numéro de « Corda Fratres », 1898.

- « Corda Fratres » – Revue internationale contenant la Feuille officielle de la Fédération internationale des étudiants – Directeur : Dr Efisio Giglio-Tos, 1898, 1900, 1901, 1905, 1924[126].

#### Allemagne
- « Vaterland und Welt » – Organ des Verbandes der Internationalen Studenten Vereine an deutschen Hochschulen « Corda Fratres » – Göttingen, von Paul Baumgarten.

#### Amérique du Sud
- « Anales de la Liga de Estudiantes Americanos » – Organo de la Oficina Internacional Universitaria Americana, Montevideo, Uruguay.
- « Revista del Centro Estudiantes de Ingeniería » – Organo de la Federación universitaria adherida a la Corda Fratres F.I.D.E., directeur Mario Negri, Buenos Ayres, Argentine.

#### États-Unis
- « The Cosmopolitan Student » – Official organ of Corda Fratres – Association of Cosmopolitan Clubs, Madison, Wisconsin, éditeur L. P. Lochner, 1913, 1914.
- Id. id. –  Hayward, Californie – I. Marshall Mc. Williams, rédacteur en chef, 1931.
- « Corda Fratres » – Review of the « Corda Fratres » Association of Cosmopolitan Clubs in American Universities, Minneapolis, 1925.

#### Italie
- « Corda Fratres » – Revue de la section italienne de la Corda Fratres – 1re serie : directeur ing. Rambaldo Jacchia, 1901, 1902, 1903 ; 2e série : directeur Gino Bandini, 1903, 1904.
- « Corda Fratres » – Périodique bimensuel des étudiants – Directeur Giuseppe Venuti, Palerme, 1903.
- « Corda Fratres » – Revue mensuelle – Directeur Nino Marrone, Palerme, 1903.
- « Corda Fratres » – Bulletin officiel de la Fédération internationale des étudiants – Directeur P. Masci, Mosca, A. Landra, Naples, 1906.
- « Corda Fratres » – Journal universitaire – Organe du Consulat de Naples de la Corda Fratres, 1906-1908.
- « Corda Fratres » – Revue internationale – Directeur R. Falci, M. Maietti, G. B. Raja, Palerme, 1913.
- « Il Goliardo » – Bimensuel régional de la Fédération universitaire italienne Corda Fratres – Fondateur : P. Colistro, Directeur A. De Paoli, 1923.
- « L'Italia Universitaria » – Organe officielle de la section italienne de la Corda Fratres[127] – Directeur A. De Paoli, Padoue, 1923[128]. Numéro du 21 novembre 1923 en ligne sur Internet.

### Organigramme de la Corda Fratres en 1900
Apparaît ici la complexité bureaucratique de la structure directrice de la Fédération, dotée de deux Conseils, le Conseil Fédéral Senior et le Conseil Fédéral. Certains dirigeants appartiennent aux deux Conseils simultanément.
Conseil Fédéral Senior
SENATUS SENIORUM
PRÉSIDENT : Efisio Giglio-Tos (Turin)
VICE-PRÉSIDENTS :
EUROPE
Belgique - Adolphe Foucart (Bruxelles)
France - Victor Marcombes (Paris)
Italie - Cesare Piccoli (Trieste)
Giovanni Persico (Rome)
Hollande - H. E. Greve (Amsterdam)
Roumanie - Lucian Bolcas (Vienne Nagy-Varad)
Hongrie - Rudolph Ludwig (Budapest)
Suisse - Edouard Chapuisat (Genève)
VICE-PRÉSIDENTS POUR DÉLÉGATIONS :
EUROPE
Bulgarie - Trendafil K. Trendafiloff (Sofia)
Angleterre - Arthur Plumpton (Turin)
AMÉRIQUES
République Argentine Prof. Ricardo de la Acena Battilana (Paris-Liège)
République du Nicaragua - Juan Paulino Rodriguez Moreira (Berlin)
République du Salvador - Eduard Gramp
Venezuela - Costantino Funes Campos (Berlin)
REPRÉSENTANTS :
EUROPE
Section Czecke - Joseph Valenta (Moravska)
Danemark - C. D. Hegelmann Lindencrone (Copenhague)
Finlande - Rolf Thesleff (Helsingfors)
Section polonaise - Casimir Szezepanski (Lemberg)
Portugal - Raul François Malbouisson (Lille)
Russie - Victor Maleef (Moscou)
Section spéciale - Léon Fildermann (Paris)
AMÉRIQUES
Brésil - Victor Resse de Gouvea (Rio de Janeiro)
AUSTRALIE
Australie - Bertram Arthur Lewinson (Melbourne)
Conseil Fédéral
PRÉSIDENT : Rudolph Ludwig (Budapest)
VICE-PRÉSIDENTS :
EUROPE
Belgique - Louis Schmidt (Liège)
Danemark - C. D. Hegermann Lindencrone (Copenhague)
France - Camille Provansal (Aix-en-Provence)
Finlande - Rolf Tesleff (Helsingfors)
Angleterre - Bertram Arthur Lewinson (Melbourne)
Italie - Rambaldo Jacchia (Lugo)
Hollande - H. E; Greve
Portugal - Raul François Malbouisson (Lille)
Roumanie - Jean Scurtu (Clausenbourg)
Russie - Victor Maleef (Moscou)
Section Czecke - Joseph Valenta (Moravska)
Section polonaise - Casimir Szezepanski (Lemberg)
Suède - G. Akermann (Uppsalla)
Suisse - Charles Bernard (Genève)
Hongrie - Kornel Szemenyei (Budapest)
AMÉRIQUES
États-Unis - E. G. Lorenzen (New York)
Brésil - Victor Resse de Gouvea (Rio de Janeiro)
AUSTRALIE
Australie - Bertram Arthur Lewinson (Melbourne)
SECTION SPÉCIALE : Léon Fildermann (Paris)
VICE-PRÉSIDENTS POUR DÉLÉGATION :
EUROPE
Bulgarie - Trendafill K. Trendafiloff (Sofia)
AMÉRIQUES
République Argentine - Ricardo de la Acena Battilana (Paris)
République du Nicaragua - Juan Paulino Rodriguez Moreira (Berlin)
République du Salvador - Eduard Gramp
Venezuela - Costantino Funes Campo (Berlin)

### Liste des Consulats de la Corda Fratres en 1906
Il s'agit de la liste officielle établie par la Fédération. On relèvera ici l'importance des sections française, hongroise et italienne :
A) Consulats organisés :
- Belgique :
- 1 - Anvers - Avenue de l'Industrie 53 - M. Camille Héla.
- 2 - Bruxelles - M. Carlo Meuris.
- 3 - Gand - M. Daniel Rolin.
- 4 - Gembloux - Institut agricole de l'État, M. Julien Cornet.
- 5 - Liège - M. Léopold Herry.
- Danemark :
- Copenhague - Docteur Cai Ditlev Hegermann-Lindencrone (1881-1947).
- États-Unis :
- New York - I. Constantine[136]

Consulat de la Corda Fratres - Consul Directeur : Lodovico Mancusi Ungaro - Secrétaire : David Geiringer - Charter members for the New York University : John A. Faiell, Joseph E. Costantin, John Villis, Joseph L. Ramirez, Philipp I. Catoggio, I. E. Agramont, Augustin Pietry, Fran. Basil, Emil A. Pascal, Joseph Zingarelli, Antony di Senise.
- France :
- 1 - Aix-en-Provence - Chez M. Moitissier, de l'Association Générale des Étudiants.
- 2 - Bordeaux - Me André Touzet.
- 3 - Dijon - André Gaveau, Secrétaire de l'Association Générale des Étudiants.
- 4 - Grenoble - Dr Élie Genton, de l'Association Générale des Étudiants.
- 5 - Paris - M. René Jounet.
- 6 - Toulon - Me Paul Giraud.
- 7 - Toulouse - Marius Maurel, Président de l'Association Générale des Étudiants.
- Hongrie[137]:
- 1 - Budapest - Me Étienne Zsembéry.
- 2 - Debrecen - Chez l'Académie de droit et de théologie.
- 3 - Eger - Chez l'Académie catholique de droit.
- 4 - Kassa[138] - Chez l'Académie royale de droit.
- 5 - Kecksemét - Chez l'Académie de droit.
- 6 - Kolozsvár[132] - Chez l'Université des sciences.
- 7 - Magyaróvár - Chez l'Académie d'agronomie.
- 8 - Nagyvárad[139] - Chez l'Académie royale de droit.
- 9 - Pécs - Chez l'Académie catholique de droit.
- 10 - Pozsony[140] - Chez l'Académie royale de droit.
- 11 - Sárospatak - Chez l'Académie protestante de droit et théologie.
- 12 - Selmecbánya[141] - Chez l'Académie royale des mines et forêts[142].
- Italie :
- 1 - Aquila - M. le Professeur Demetrio, Carta-Recteur du « Convitto Nazionale ».
- 2 - Bologne - M. Giovanni Ollino.
- 3 - Cagliari - Dr Gavino Leo.
- 4 - Camerino - M. Zeno Mataloni, élève du Cabinet de Clinique.
- 5 - Catane - M. Giovanni De Gaetani Aloisio.
- 6 - Ferrare - M. Ulderico Forza.
- 7 - Florence - M. Mario Alberto Parenti.
- 8 - Gênes - M. Attilio Calligaris.
- 9 - Messine - Prof. Giuseppe Falzea.
- 10 - Milan - M. Gustavo Possenti.
- 11 - Modène - M. le docteur Mario Segrè.
- 12 - Naples - Avvocato Michele Caccese.
- 13 - Padoue - Chez le consul M. Domenico Meneghini.
- 14 - Palerme - M. Ermanno Lo Faso.
- 15 - Parme - Giovanni di Giorgi.
- 16 - Pérouge - Avvocato Alessandro Montesperelli.
- 17 - Pise - M. Erminio Calliada.
- 18 - Portici - M. Antonio Cambria.
- 19 - Rome - M. le docteur Arrigo Rizzini.
- 20 - Sassari - Chez le consul secrétaire M. Luigi Camboni.
- 21 - Turin - Chez le directeur M. Carlo Fiani.
- 22 - Venise - M. Orazio Ercolino.
- Malte :
- La Vallette - M. Arturo Mercieca.
- Pays-Bas :
- La Haye - Chez le consul secrétaire M. Charles Maitland.
- Pologne autrichienne :
- 1 - Cracovie - M. Karimier Radwànski.
- 2 - Lvov[131] - Chez le secrétaire M. Henryk Szpiganowicz.
- Roumanie :
- Bucarest - Spitalul de Copii[143] - Dr Nicolas Busila, de l'Association Générale des Étudiants Roumains, Calea Victoriei[144] 220.
- Russie :
- Odessa[145] - Prof. Gaetano Sperandeo, agrégé de l'Université impériale.
- Suisse :
- 1 - Genève - M. Marius Basadonna.
- 2 - Zürich - M. Andrea Ricevuto.
- Tchèque[146] :
- Prague - Iesek Hoffman, Président du « Svaz Ceskjoslovanského Studentstva ».

B) Représentances pour la propagande :
- Athènes (Grèce) - Chez M. Georges Charalambopoulos.
- Helsingfors (Finlande) - Chez M. le docteur Rolff Tesleff.
- Londres (Angleterre) - Chez M. Ami Belin, déjà directeur à Dijon.
- Poitiers (France) - Me Étienne Goquet.
- Saint-Petersbourg (Russie) - Chez M. Alexandre Komarowski, Académie de médecine.
- Sofia (Bulgarie) - Chez M. le docteur Trendafil Trendafiloff, Professeur agrégé de l'Université.
- Stockholm (Suède) - Chez M. Lage F. W. Staël.

C) Correspondants :
- Aalborg (Danemark) - M. G. Zerlant, déjà consul à Copenhague.
- Caserta (Italie) - Docteur Teodoro du Marteau.
- Damas (Turquie)[147] - Ingénieur Victor Di Zazzo.
- Ekaterinoslave (Russie) - M. le docteur A. Leibson.
- Hobart, Tasmanie (Australie) - M. le Professeur Hermann Ritz de l'Université.
- Kichinev (Russie)[148] - M. Moises Bukspan.
- Oristano (Italie)

### Invitation au VIIecongrès de la Corda Fratres en 1911
Le journal hebdomadaire Lyon universitaire du 25 août 1911 a publié l'invitation au VIIe congrès de la Corda Fratres :
CORDA FRATRES
FÉDÉRATION INTERNATIONALE DES ÉTUDIANTS
VIIe CONGRES INTERNATIONAL DES ÉTUDIANTS
Rome : 1-6 septembre 1911
Aux CONSULATS, AUX ASSOCIATIONS ADHÉRENTES, AUX ASSOCIATIONS UNIVERSITAIRES ET AUX ÉTUDIANTS,
Camarades,
Dans l'année consacrée à sa liberté, l'Italie, au nom de la Fraternité Universelle, convie au congrès de Rome, la Ville Éternelle, source de la glorieuse race latine, la jeunesse studieuse de tous pays à la vue sublime dans ses expositions, de la superbe marche du peuple italien dans les domaines de l'art, du progrès et de la civilisation vers la prochaine époque d'amour et de paix pour l'humanité entière.
En attendant, vos collègues d'Italie, tout en ayant foi dans votre nombreuse intervention, vous envoient le salut augural de la fraternité.
Pour le Consulat de Rome :
R.-M. PUNTURIERI,
Consul-secrétaire général.
Comité d'honneur. — Président : S. Ex. On. Prof. Luigi Credaro, ministre de l'Instruction publique du royaume d'Italie.
Vice-présidents : Prof. comm. Alberto Tonelli, Rector Magnificus de l'université de Rome. — Prof. comm. Cesare Ceradini, directeur de l’École Supérieure polytechnique de Rome. — On. Prof. chev. Luigi Ciappi, Directeur du R. Institut Supérieur des Études commerciales et coloniales de Rome.
Membres : Comm. Ernesto Nathan, maire de la ville de Rome. — Marquis Ferdinando Del Carretto, maire de la ville de Naples. — Comm. sen. Teofllo Rossi, maire de la ville de Turin. — Professeur Pasquale del Pezzo, Rector Magnificus de l'université de Naples. — Prof. commend. Francesco Ruffini, Rector Magnificus de l'université de Turin. — Prof. comm. Orazio Gomes, directeur de l’École supérieure d'agriculture de Portici. — Sen. Enrico di San Martino, comte de Valperga, président du comité exécutif des fêtes de Rome pour le cinquantenaire de la proclamation du royaume d'Italie. — Sen. Tommaso Villa, ministre d'État, président du Comité exécutif des fêtes de Turin pour le cinquantenaire de la Proclamation du royaume d'Italie. — Sen. adv. Comm. Comte Alberto Cencelli-Perti, président de la Députation provinciale de la province de Rome. — On. adv. Camillo Mango, membre de la Chambre des députés. — Doct. Efisio Giglio-Tos, président. Fondateur de la « Corda Fratres ».
Comité d'organisation. — Gonneli Pio, membre de la direction du Consulat de Rome. — Landra Angelo, délégué italien au Comité central. — Majetti Michèle, membre de la direction du Consulat de Rome. — Masini Mario, délégué italien au Comité central. — Mosca Luigi, commissaire central du Congrès. — Napoleoni Alfredo, vice-secrétaire du Consulat de Rome. — Punturieri Rosario Marino, secrétaire général du Consulat de Rome. — Renzi Cesare, membre de la direction du Consulat de Rome.
Bureaux d'organisation. — Rue Pietro Cossa, 13, Rome ; rue Ferdinando Galiani, 22, Naples.
Ordre du jour du Congrès. — 1. Vérification des pouvoirs. — Selon l'article 11 du statut chaque consulat ou association adhérente a droit à un vote au Congrès et il enverra pourtant un délégué officiel qui devra être muni d'une délégation, en bonne et due forme, donnée par le groupement représenté. On pourra pourtant nommer aussi un délégué suppléant (second délégué), à fin de remplacer le premier en cas d'absences justifiées.
2. Constitution du Bureau de Présidence du Congrès, selon l'article 18 du statut.
3. Rapports des délégations du Comité Central. — Chaque rapporteur est prié de présenter une relation écrite dans la langue nationale de la délégation avec une traduction en langue française : il résumera au Congrès cette relation en étant prié de ne pas parler plus de vingt minutes. Le Comité Central International sera réuni pour les éventuelles ententes à ce sujet, avant la séance.
4. Élections des Commissions sectionales. — Afin de simplifier le développement des travaux du Congrès on a pensé bien faire en divisant les travaux en quatre sections :
a) Organisation. — Modification des règlements, questions de propagande, rapports avec les autres associations et groupements universitaires, etc., etc.
b) Mouvement social et pacifiste.
c) Questions scolaires et d'intérêt général pour les étudiants.
d) Sport.
Le Congrès élira des Commissions de sections pour l'étude des diverses questions. Toute proposition doit être présentée à la Commission. Le but principal de ces Commissions est d'éviter, si possible, les propositions identiques et de formuler des ordres du jour en résumant ces propositions, en respectant évidemment et rigoureusement la pensée des rapporteurs.
5. Vote général. — Il aura lieu aux séances plénières, sur les ordres du jour des sections par les délégués officiels.
6. Date et siège du VIIIe Congrès fédéral.
7. Élection du Comité Central International. Il y aura même une séance spéciale pour la paix, organisée avec l'entente du Comité Promoteur du Congrès International de l'arbitrage, qui aura lieu à Rome dans mêmes jours que les nôtres, dans le but de faire manifester aux étudiants leurs sentiments de sympathie envers les pacifistes. Il y aura même des réunions nationales et provinciales de la jeunesse universitaire. Les rapports et les propositions doivent être envoyés à la Délégation italienne du Comité Central International, 22, rue Ferdinando Galiani, Naples, pas plus tard que le 25 août, afin qu'elles puissent être publiées dans l'ordre du jour définitif qu'on présentera au Congrès.
Fêtes. — La section des fêtes de la Commission chargée de l'organisation dû Congrès peut déjà annoncer un programme sommaire des fêtes et des réceptions qui seront offertes aux congressistes. Une magnifique réception, donnée par le conseil municipal de Rome, aura lieu en honneur des « Corda Fratres » au Capitolium. Une autre grande réception sera offerte au Castel S. Angelo par le comité exécutif des Fêtes pour la célébration du cinquantenaire de la proclamation du royaume d'Italie. Un five o clok amical sera offert aux congressistes dans la journée de leur arrivée par le Consulat « Corda Fratres » de Rome.
Des après-midi seront consacrées aux visites de l'Exposition ethnographique, de l'Exposition internationale des beaux-arts, de l'Exposition archéologique, du Forum Romanum, du Palatinum, etc., etc. Des professeurs insignes expliqueront aux congressistes les divers monuments anciens de Rome. Nous pouvons nous permettre une indiscrétion pour te qui constituera le vrai clou des fêtes : un grand joyeux bal d'étudiants dans l'intérieur de l'Exposition ethnographique. Il y aura aussi une excursion à la ville de Tivoli avec une visite aux célèbres cascades, à la Villa d'Este et à la Villa Adriana. Une grande fête estudiantine sera organisée à l'Exposition ethnographique. Des théâtres, cafés-concerts, excursions dans les environs de Rome compléteront ce programme. On ne doit pas oublier qu'il y aura aussi des fêtes pour les Championnats Sportifs Universitaires qui auront lieu pendant le même temps que le Congrès. Mais tout ça, il faut le répéter, n'est qu'un programme simple et sommaire.
Le Congrès sera précédé par la réunion à Turin (29-30 août]), où auront lieu des visites à l'Exposition Internationale d'Industrie et Travail, des grandes fêtes et réceptions et des excursions dans les environs. Une très joyeuse excursion à Naples terminera notre VIIe Congrès : en cette ville on va préparer des réceptions magnifiques avec des excursions dans ses paradisiaques environs : Capri, Portici, Sorrento.
Renseignements divers. — Tout étudiant régulièrement inscrit chez un Consulat « Corda Fratres » ou une association adhérente peut participer au Congrès, toutefois on sera bien heureux de recevoir comme « hospites » les étudiants non confédérés. (Évidemment ils doivent au moins être inscrits dans une Université ou un Institut d'études supérieures). Ces derniers peuvent participer aux fêtes et aux travaux du Congrès à l'exception des travaux qui regardent l'organisation intérieure fédérale, dont toute discussion et décision est, naturellement, réservée aux confédérés. Ça n'empêchera pas, sans doute, la formation de Commissions mixtes avec les représentants des groupements non encore adhérents qui désirent étudier le moyen plus favorable pour une alliance avec notre association.
La langue des actes officiels et des séances du Congrès sera la langue officielle de la fédération : c'est-à-dire la langue française. Pendant les cérémonies les délégués ont droit de s'expliquer dans leur langue nationale.
Le minimum de la souscription, donnant droit à participer au Congrès à Rome, à la réunion à Turin, au voyage à Naples, est fixé à 10 francs. Pour ceux qui vont participer seulement ou à la réunion à Turin ou au voyage à Naples, la souscription est fixée à 5 francs.
Les adhésions et le montant de la souscription doivent être envoyés, avant le 20 août, si possible, au secrétaire général du Comité d'organisation, Rosario M. Punturieri, rue Pietro Cossa, 13, Rome.
RÉDUCTIONS POUR LES VOYAGES. —- La réduction la plus favorable c'est celle que l’État a concédée pour les Expositions sur les chemins de fer : on peut acquérir les billets dans toutes les gares. Une réduction plus convenable n'est pas permise par loi. Dans les diverses villes on va obtenir des réductions sur les tramways et sur les chemins de fer électriques.
LOGEMENTS. -- L'Association pour le Mouvement des Étrangers assure à tout congressiste des logements décents à partir de deux francs ou plus.
On prie tous les congressistes de venir au Congrès avec leurs insignes, leurs drapeaux, leurs bonnets et leurs habits nationaux.
N. B. — Pour l'arrivée à Turin, adresser les lettres en préavisant à M. le Dr Efisio Giglio-Tos, Via Cernaia, 44, Turin.
Pour tout renseignement, en dehors de l'ordre du jour du Congrès, il faut s'adresser à M. Rosario Punturieri, rue Pietro Cossa, 13, Rome.

## Filmographie
- Corda Fratres (1910) : film italien de 296 mètres[152].

## Livret de membre
- Page Internet avec la reproduction du livret de membre de la Corda Fratres Giovanni Persico.

## Sources
- Microfilms de la presse quotidienne parisienne 1888-1914, BPI, Centre Pompidou, Paris.
- Efisio Giglio-Tos, Appello agli studenti (Appel aux étudiants), 29 mai 1898[153].
- Presse parisienne 1900-1925 consultable sur le site Internet Gallica de la Bibliothèque nationale de France.
- Efisio Giglio-Tos, Lettre ouverte à monsieur le Docteur Rudolph Ludwig, président de la Corda Fratres – 18 janvier 1902 (à propos du Statut et des Règlements, exposé des motifs, s.l., s.a., s.n.t.)
- Efisio Giglio-Tos, Supplément particulier et non officiel à la Lettre ouverte à M. le Dr Rudolph Ludwig - Turin 27 janvier 1902, s.n.t.
- Efisio Giglio-Tos, Della nazionalità nella Corda Fratres (De la nationalité dans la Corda Fratres), opuscule, 15 mai 1902.
- Efisio Giglio-Tos, « Corda Fratres ». Risposte, osservazioni, rettifiche, opuscolo n. 1, gennaio-febbraio 1903 (« Corda Fratres ». Réponses, observations, rectifications, opuscule no 1, janvier-février 1903), Turin, Tip. Baravalle e Falconieri.
- Efisio Giglio-Tos, Rettificando alcune inesattezze della Rivista Sezionale Italiana della « Corda Fratres » n. 9-10, anno 1902 (Rectificatif de quelques inexactitudes de la Revue de la Section Italienne de la Corda Fratres, no 9-10, année 1902), Turin, Baravalle e Falconieri, 1903.
- Efisio Giglio-Tos, Articles fondamentaux. Statut. Règlements. Turin, Tipogr. Artigianelli, 1903.
- Efisio Giglio-Tos, La genesi della Corda Fratres (alla Città di Siena in occasione del III Congresso della Sezione Italiana della « Corda Fratres »), (La genèse de la Corda Fratres, à Sienne à l'occasion du IIIe congrès de la Section Italienne de la « Corda Fratres »), Aoste, Tip. Allasia, 1904.
- Efisio Giglio-Tos, La Corda Fratres dans les rapports franco-italiens, destinée à la Jeunesse Française à l'occasion de la visite en Italie de Monsieur Loubet Président de la République Française. Turin-Gênes-Milan, Casa Éditrice Renzo Streglio, 1906.
- Giovanni Baviera, Per l'inagurazione del X consolato della « Corda Fratres » palermitana (Pour l'inauguration du Xème consulat de la « Corda Fratres » palermitaine), Palerme 1910, [s.n.].
- Journal hebdomadaire Lyon universitaire, du 25 août 1911, consulté sur le site Internet de la Bibliothèque municipale de Lyon.
- Efisio Giglio-Tos, Appel pour le Désarmement et pour la Paix. Les Pionniers de la Société des Nations et de la fraternité internationale (d'après les Archives de la « Corda Fratres »). I, Fédération internationale des Étudiants, 1898-1931, Turin, Tip. Akluk, 1931 – 258 pages, illustré[154].
- Efisio Giglio-Tos, L'Europe universitaire et le désarmement moral, supplément de « Les Pionniers de la Société des Nations », (d'après les Archives de la « Corda Fratres » I. Fédération internationale des Étudiants)., Pax in jure gentium, Turin, Tip. Edit. La Salute, 1932.
- Documentation conservée dans les archives de la famille Formiggini à la Biblioteca Estense de Modène[155].
- Giovanni Persico, La « Corda  Fratres », texte paru dans « La Vita internazionale. », 20 février 1902.
- Hu Shih, Forward to The Tenth Anniversary Cornell Cosmopolitan Club Calendar (Avant le dixième anniversaire du Calendrier du Cosmopolitan Club de l'université Cornell), 1915[156].
- Rambaldo Jacchia, La Corda Fratres in Italia (La Corda Fratres en Italie), Padoue, Tip. Fratelli Salmin, 1902. Volume comprenant des écrits de Giovanni Pascoli, Guido Mazzoni, Ettore Lombardo Pellegrino, Pierleone Tommasoli, Giuseppe Albini, Luigi Marino, Cesare Mansueti, G. Lanzi, Francesco L. Pullè, Carlo Francesco Gabba, Guglielmo Romiti, Mario Rapisardi, Paolo Mantegazza, G. et L. Monleone, Nunzio Nasi, Costantino Oranescu, Prospero Colonna, Efisio Gilglio Tos, Kornel Szemeneyi[133], Remus Ilescu, I. Visola, Angelo De Gubernatis, Emilio Pinchia, Enrico Falaschi, Francesco Racioppi, Giovanni Persico, G. Martinozzi[157].
- (it) Aldo Alessandro Mola (préf. Fabio Roversi-Monaco, recteur de l'université de Bologne), Corda Fratres, Storia di una associazione internazionale studentesca nell'età dei grandi conflitti, 1898-1948, CLUEB - Cooperativa Libraria Universitaria Éditrice Bologna, 1999, 202, illustré.
- Aldo Alessandro Mola, Alla ricerca del « diritto delle genti » : federazione europea, nazioni, regioni. La federazione internazionale degli studenti « Corda Fratres » per l’amicizia italo-francese (1898-1914) (À la recherche du « droit des gens » : la fédération européenne, les pays et les régions. La Fédération internationale des étudiants « Corda Fratres » pour l'amitié entre l'Italie et la France (1898-1914)) – Revue Italies, numéro de juin 2002 : Variation autour des idées de patrie, État, nation, p. 259-276. Texte en italien en ligne.
- (it) Marco Albera, Manlio Collino et Aldo Alessandro Mola, Saecularia Sexta Album. Studenti dell'Università a Torino, sei secoli di storia, Turin, Elede Éditrice Srl, 2005.
- Donatella Cherubini e Alessandro Leoncini, Il sogno in un vessillo. Il labaro restaurato degli studenti Corda Fratres dell’Ateneo senese (Le rêve dans un drapeau. L'étendard restauré des étudiants de la Corda Fratres de l'Athénée siennoise), Betti Editrice, Sienne 2011, con un presentazione del Rettore dell’Università di Siena, Angelo Riccaboni (avec une présentation par le recteur de l'université de Sienne Angelo Riccaboni).